# Scavi archeologici di Stabia
Gli scavi archeologici di Stabia hanno restituito i resti dell'antica città di Stabia (in latino Stabiae), nell'area dell'odierna Castellammare di Stabia, presso la collina di Varano, oltre a un insieme di costruzioni che facevano parte del suo ager. La campagna di scavi iniziò nel 1749, durante il regno di Carlo di Borbone tramite cunicoli, mentre per delle indagini ordinate e sistematiche a cielo aperto bisognerà attendere il 1950, anno a partire dal quale fu centrale l'opera del preside Libero D'Orsi.
Di dimensioni minori rispetto agli scavi di Pompei e di Ercolano, permettono di osservare un diverso aspetto dello stile di vita degli antichi romani: infatti, mentre le prime due località erano delle città, Stabia, dopo un passato di borgo fortificato, era in epoca romana un luogo di villeggiatura, in cui furono costruite numerose ville residenziali decorate con pitture e abbellite con suppellettili; non mancavano, tuttavia, ville rustiche.
Gli scavi archeologici hanno riportato alla luce solo una piccola parte dell'antica città: sono visitabili la Villa San Marco, Villa Arianna e il secondo complesso; certa è l'esistenza di altre ville, come quella denominata del Pastore o di Anteros ed Heraclo, ancora parzialmente o completamente interrate, mentre altre ancora sono totalmente inesplorate: nella zona dell'ager stabianus (così veniva chiamato all'epoca dai romani il territorio che ricadeva sotto l'influenza di Stabia e che comprendeva oltre alla cittadina stabiana anche i territori degli attuali comuni di Sant’Antonio Abate, Santa Maria la Carità, Gragnano, Casola di Napoli e Lettere), sono presenti una cinquantina di costruzioni tra ville d'otium e ville rustiche.
Per dare un nuovo impulso turistico al sito sia il comune, che diverse fondazioni, come la Restoring Ancient Stabiae (RAS), hanno proposto progetti per la realizzazione di un parco archeologico e di un museo che possa raccogliere le opere, le suppellettili e quant'altro rinvenuto dagli scavi della collina di Varano. I reperti stabiani sono conservati in diversi musei del mondo: le più cospicue raccolte sono al Museo archeologico di Stabia Libero D'Orsi, che ha sostituito il precedente Antiquarium stabiano, e al Museo archeologico nazionale di Napoli.
Nel 2024 gli scavi hanno fatto registrare 44 315 visitatori.

## Storia

### L'antica Stabia

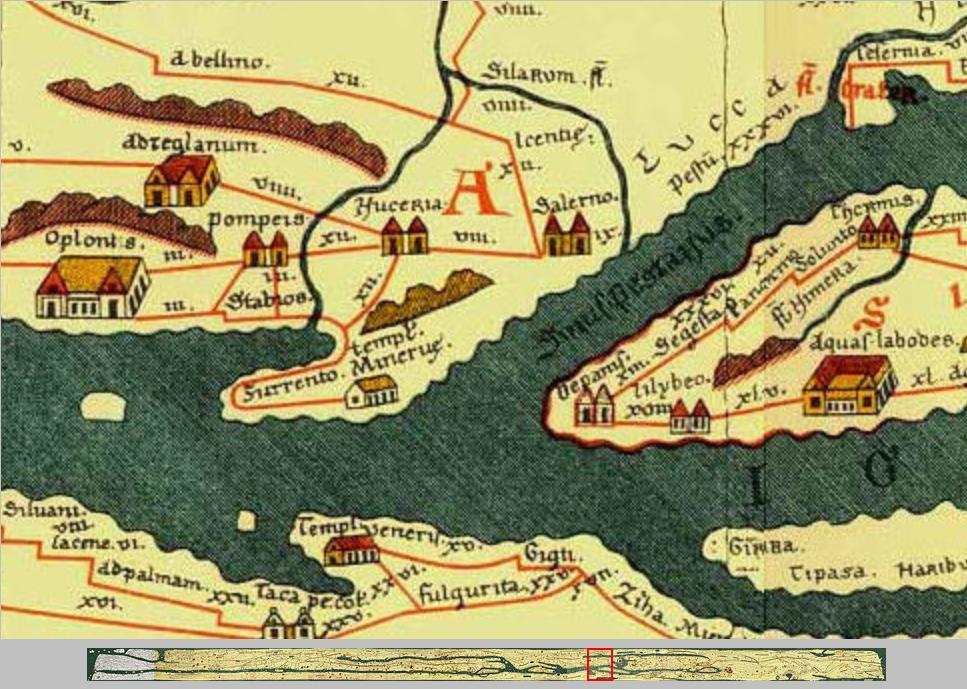
La posizione di Stabia sulla Tavola Peutingeriana

Sulle origini di Stabia non si hanno date certe: la zona era sicuramente già abitata durante l'età del ferro, come testimonia il ritrovamento di alcune tombe. La realizzazione di un piccolo centro urbano si deve invece agli Osci che scelsero il territorio di Varano per la sua posizione strategica, data la vicinanza al mare e le fertili campagne circostanti.
In seguito fu abitata da Greci, Etruschi e Sanniti: questi ultimi scendendo dai monti dell'Irpinia e del Sannio occuparono la pianura campana e costituirono una lega tra le città vesuviane conquistate con capitale Nuceria Alfaterna; fu in questo periodo che Stabia divenne una città fortificata e si provvide alla costruzione di un piccolo porto, che comunque non ebbe grande importanza, sopraffatto da quello di maggiori dimensioni di Pompei: la zona circostante al villaggio fu denominata ager stabianus.
I Sanniti mantennero il possesso del territorio fino al 308 a.C. quando i romani li sottomisero e imposero a molte città della Campania la condizione di alleato. Tra il 90 e l'89 a.C. Stabia, Pompei ed altre città italiche si ribellarono al dominio dell'Urbe accusata di non riservare loro gli stessi privilegi che avevano, invece, i cittadini romani: fu questo a provocare la Guerra sociale. La reazione di Roma non tardò ad arrivare e anche Stabia capitolò il 30 aprile dell'89 a.C. a seguito dell'assedio di Lucio Cornelio Silla: la città fu distrutta e mai più ricostruita come borgo fortificato. Grazie all'amenità delle terre, la bellezza del panorama e la ricchezza di acque la zona fu scelta dai romani per la costruzione di ville residenziali, finemente decorate e dotate dei maggiori comfort per l'epoca, come palestre, ambienti termali e, in alcuni casi, anche di una discesa diretta al mare. La zona fu colpita dal terremoto di Pompei del 62 e molte costruzioni rimasero lesionate o, in alcune casi, furono rase al suolo: non era ancora stata completata la ricostruzione che la mattina del 24 agosto del 79 un'improvvisa eruzione del Vesuvio seppellì Stabia sotto una fitta coltre di cenere e lapilli.
Rispetto a Pompei ed Ercolano, dopo l'eruzione, la ripresa della vita a Stabia fu alquanto immediata: tuttavia il tessuto urbano si sviluppò nelle colline intorno alla vecchia città e lungo la linea di costa, sfruttando in parte la piana che si era formata a seguito dell'emissione di ceneri e lapilli e che diventerà poi il cuore dell'odierna Castellammare di Stabia.

### I Borbone: l'inizio degli scavi

La nuvola di cenere e lapilli durante l'eruzione del 79

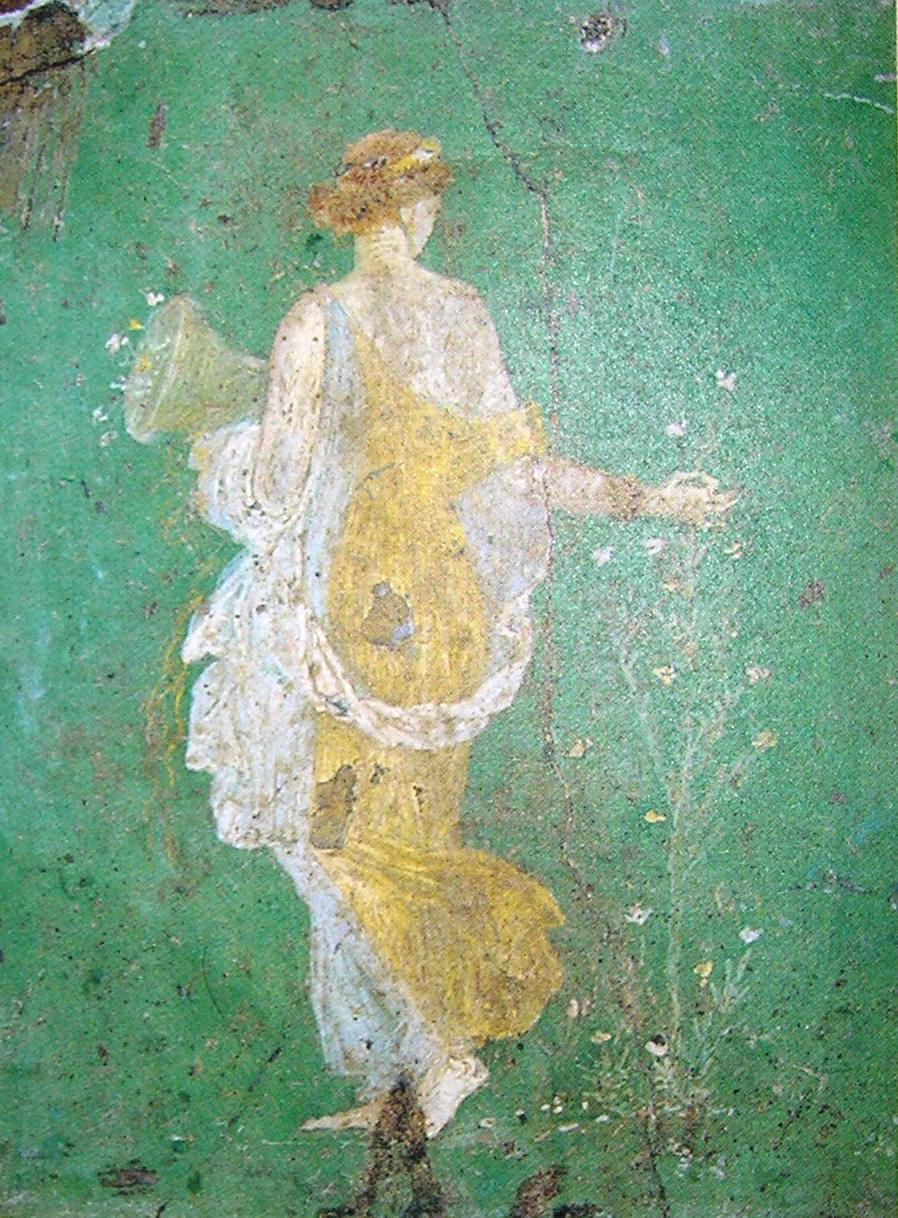
La primavera o Flora di Stabia

Gli scavi archeologici di Stabia iniziano ufficialmente il 7 giugno 1749 con una spedizione di sette uomini con a capo l'ingegnere spagnolo Roque Joaquín de Alcubierre e l'ingegnere svizzero Karl Jakob Weber per volontà di re Carlo di Borbone. In realtà i primi interessi nel condurre una campagna di scavi per riportare alla luce l'antica città vesuviana risalgono a un secolo prima, quando, verso la fine del XVI secolo, il vescovo Milante, senza troppo successo, aveva chiesto che venissero effettuate delle spedizioni proprio per recuperare le vestigia di Stabia. Nel 1748 sull'onda del successo degli scavi che si stavano svolgendo a Ercolano, re Carlo decise di ritrovare Stabia, disponendo di avviare una campagna di scavo che partì il 23 marzo dello stesso anno: seguendo la Tavola Peutingeriana, uno stradario dell'impero romano risalente al IV secolo, il sito dell'antica Stabia era da ricercarsi a nord del fiume Sarno, presso la collina di Civita. Già dai prime esplorazioni vennero alla luce monete, statue, affreschi e addirittura uno scheletro umano: purtroppo però Roque Joaquín de Alcubierre, direttore dello scavo, non aveva ancora capito che non si trattava di Stabia, bensì di Pompei; la corretta interpretazione del sito avvenne soltanto quindici anni dopo, nel 1763, grazie al ritrovamento di un'iscrizione che faceva chiaramente riferimento alla Res Publica Pompeianorum.
Nonostante questo, il 7 giugno 1749 partirono gli scavi anche presso la collina di Varano, il sito della vera Stabia, dove pochi anni prima erano riaffiorati diversi reperti. Vennero esplorate la Villa San Marco e la Villa di Anteros ed Heraclo nel 1749, Villa del Pastore nel 1754, Villa Arianna nel 1757 e il secondo complesso nel 1762. La prima sessione di scavi terminò nel 1762 quando le attenzioni si spostarono sugli scavi di Pompei che offrivano maggior interesse: i reperti e alcuni affreschi ritrovati nelle ville stabiane furono portati alla Real Reggia di Portici, anche se, tra il 1806 e il 1834, vennero trasferiti al Real museo di Napoli. Si è spesso discusso sul comportamento degli ingegneri borbonici durante le esplorazioni, e di come praticassero enormi fori nelle pareti per creare vie d'accesso ad ambienti ancora sepolti, tenendo in poca considerazione del patrimonio su cui lavoravano, e arrivando perfino a graffiare volontariamente affreschi non asportati al fine di evitare depredazioni al termine dello scavo.
Roque Joaquín de Alcubierre, contrario alla chiusura dello scavo, scrisse molte lettere al ministro Bernardo Tanucci, chiedendogli il permesso di riavviare le esplorazioni presso l'antica Stabia. Tra le tante, in una scritta il 10 settembre 1774, si legge:
(Roque Joaquín de Alcubierre)
La tenacia di Alcubierre fu premiata nel 1775 quando fu finanziata una seconda campagna di indagini, questa volta svoltasi a cielo aperto e concentrata nella parte occidentale della collina, nei pressi di Villa Arianna e del secondo complesso per poi estendersi poco dopo a tutto il costone; inoltre furono riportate alla luce parti di alcune ville rustiche, in particolare nel territorio di Gragnano, come Villa del Filosofo nel 1778, Villa Casa dei Miri, Villa Ogliaro, Villa Petrellune nel 1779, Villa Cappella degli Impisi nel 1780 e Villa Medici nel 1781. La seconda fase di scavo durò soltanto sette anni e si concluse nel 1782 quando si decise di abbandonare definitivamente le ricerche su Stabia e dirottare gli uomini e l'armamentario su Pompei.
Nel corso del XIX secolo il sito di Stabia fu quasi del tutto dimenticato a favore della vicina realtà di Pompei e soltanto verso la fine del secolo sembrò riaccendersi un piccolo interesse; tra il 1876 e 1879, a seguito dei lavori di costruzione della cappella di San Catello nella cattedrale di Castellammare di Stabia, furono rinvenuti alcuni reperti risalenti sia al periodo precedente sia a quello successivo all'eruzione: infatti, a una profondità di circa sette metri, si ritrovarono iscrizioni, segmenti di strade e soglie di abitazioni, mentre a una profondità di circa tre metri furono trovati colonne, sarcofagi, affreschi e un pezzo di muro appartenuto a una conceria di pelli. Probabilmente dopo l'eruzione del Vesuvio in questa zona fu ricostruita, come testimonia anche un cippo, la strada che collegava Nuceria Alfaterna con Sorrentum, sul cui ciglio sorgevano diverse necropoli come dimostrano, oltre ai ritrovamenti stabiani, anche altri nei pressi di Vico Equense. Altro elemento d'interesse verso Stabia fu la pubblicazione nel 1881 da parte di Michele Ruggiero, direttore degli Scavi di Antichità del Regno d'Italia, di una raccolta che comprendeva diari di scavi, planimetrie, lettere e cartografie risalenti alle esplorazioni fatte alla fine del XVIII secolo.

### Libero D'Orsi: la ripresa degli scavi

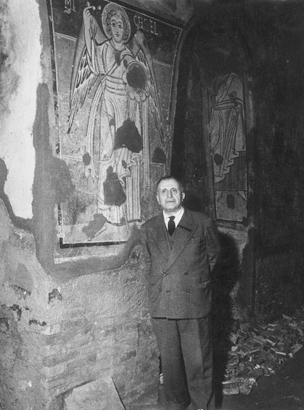
Libero D'Orsi alla Grotta di San Biagio

Nel 1950 Libero D'Orsi, preside di una scuola media di Castellammare di Stabia e appassionato di archeologia, assieme a pochi operai, con non poche difficoltà sia a causa dello scetticismo dei proprietari terrieri, sia per problemi economici, ottenne la possibilità di effettuare degli scavi archeologici sulla collina di Varano, dove due secoli prima i Borbone avevano riportato alla luce le antiche vestigia della città romana di Stabia e dove alcuni anni prima, tra il 1931 e il 1933, in alcuni fondi agricoli erano riaffiorate parti di mura. Con l'aiuto delle mappe redatte durante gli scavi borbonici, a partire dal 9 gennaio 1950, vennero riportati alla luce alcuni ambienti di Villa San Marco e Villa Arianna e nel 1957 quelli di Villa Petraro, domus ritrovata per caso ma poi nuovamente interrata dopo alcuni anni di studio: le indagini procedettero per dodici anni fino a interrompersi definitivamente nel 1962 a seguito della mancanza di fondi; la notizia dei ritrovamenti archeologici fece in poco tempo il giro del mondo tanto che illustri visitatori, come Margherita d'Austria, la duchessa Elena d'Aosta, i reali di Svezia e gli ex sovrani della Romania, fecero visita alle rovine di Stabia. Durante questi anni una grande quantità di reperti fu rinvenuta, così come alcuni degli affreschi ritenuti più importanti furono staccati per consentirne una migliore conservazione: i quasi novemila reperti raccolti furono ospitati presso alcuni locali seminterrati della scuola media Stabia di cui Libero D'Orsi era preside; la possibilità di visitare questa mostra permanente è durata alcuni anni, poi a causa dell'inadeguatezza dei locali, l'Antiquarium stabiano è stato alla chiuso.
La prolungata mancanza di fondi ha provocato un effetto di stasi negli scavi durante tutto il periodo che va dagli anni sessanta alla fine degli anni novanta: nonostante tutto, spesso per motivi piuttosto casuali, si sono rinvenuti numerosi resti di ville e necropoli come nel 1963, quando fu scavata Villa Carmiano, poi sotterrata, nel 1967 riaffiorò parte del secondo complesso e della Villa del Pastore, sotterrata nuovamente nel 1970, oppure nel 1974 quando fu scoperta una villa appartenente all'ager stabianus, ma situata nell'attuale comune di Sant'Antonio Abate e il cui scavo non è stato ancora del tutto ultimato: oltre a queste ville, altre, specie quelle rustiche, furono scoperte in tutto l'ager stabianus, in particolar modo tra Santa Maria la Carità e Gragnano; tutte, dopo una breve esplorazione furono nuovamente sepolte. Nel 1980 a seguito del violento terremoto dell'Irpinia del 1980 parte del colonnato tortile del peristilio superiore di Villa San Marco fu quasi totalmente distrutto, senza considerare gli ingenti danni che le ville subirono: l'evento causò la chiusura al pubblico degli scavi, riaperti soltanto dopo quindici anni. Nel 1981 gli scavi entrarono a far parte della neonata Soprintendenza Speciale per i Beni Archeologici di Pompei, Ercolano e Stabia che comprendeva oltre al sito stabiano anche gli scavi di Pompei, Ercolano e Oplontis e sempre nello stesso anno, a seguito di lavori di asportazione di lapillo, fu rinvenuto parte del cortile di Villa Arianna, all'interno del quale erano presenti due carri per uso agricolo, di cui uno restaurato e successivamente esposto al pubblico. Nel resto degli anni ottanta si è proceduto soltanto a interventi di manutenzione e restauro, così come negli anni novanta, eccetto pochi eventi importanti, come il ritrovamento di alcune sostruzioni presso Villa Arianna nel 1994, la riapertura del sito archeologico al pubblico nel 1995 e il recupero di alcuni ambienti della palestra di Villa Arianna nel 1997.

### Gli scavi nel nuovo millennio
Restoring Ancient Stabiae (o RAS) è una fondazione ONLUS fondata nel 2001 con lo scopo di creare e gestire un parco archeologico, di circa sessanta ettari, presso l'antica città romana di Stabia, oltre che a curare, promuovere e migliorare l'area archeologica stabiana e formare un polo di ricerca per laureandi e ricercatori con corsi di formazione e laboratori. Già nel 1972 Alfonso De Franciscis, sovrintendente dell'area archeologica di Pompei, propose la creazione di un parco archeologico ma il tutto si risolse con un nulla di fatto; nel 1997, un architetto stabiese, lavorò a un progetto presso l'università del Maryland, per la creazione di un parco archeologico a Stabia: il 26 marzo 1998 l'università americana e la sovrintendenza archeologica di Pompei firmarono un accordo per la realizzazione del suddetto parco. Nel 1999 l'Accademia Americana a Roma divenne finanziatore dell'iniziativa, mentre nel 2001 sia il Comune di Castellammare di Stabia che la Regione Campania aderirono al progetto firmando un accordo con lo stanziamento di 4,5 milioni di dollari per la creazione del parco e il recupero delle ville esistenti. Il 2 marzo 2001, con un accordo tra il Ministero per i Beni e le Attività Culturali e la Regione Campania, nasceva ufficialmente la RAS.
Il nuovo millennio si è aperto con la fondazione di un'associazione onlus italo-statunitense chiamata Restoring Ancient Stabiae (RAS), che insieme alla collaborazione della Regione Campania e la Soprintendenza Speciale per i Beni Archeologici di Pompei, Ercolano e Stabia hanno elaborato un progetto per la creazione di un parco archeologico destinato a far conoscere le ville stabiane e, allo stesso tempo, a garantirne la manutenzione e l'esplorazione. A supporto di questo progetto è nato anche il Vesuvian Institute, un istituto internazionale per l'archeologia che svolge funzioni sia ricettive che di polo di ricerca per studenti e archeologi impegnati nei vari tirocini e stage offerti dall'istituto stesso.
Nel 2003, in seguito a violenti acquazzoni, parte del costone della collina di Varano è franata portando alla luce alcuni ambienti, anche di notevole fattura, di una domus romana: si trattava di una villa di cui si ignorava l'esistenza, nemmeno segnalata nelle mappe borboniche; non si è ancora accertato se si tratta di una villa d'otium oppure di una semplice casa dell'antico abitato di Stabia, prima della distruzione da parte di Silla.
Il 2006 è un anno ricco di eventi: nel mese di giugno, a seguito di lavori di pulitura di una zona della collina di Varano sono stati riportati alla luce alcuni ambienti appartenenti alla Villa di Anteros ed Heraclo, costruzione già scoperta dai Borbone nel 1749 ma poi nuovamente seppellita ed andata perduta: purtroppo, a seguito della mancanza di fondi, lo scavo è stato nuovamente interrotto. Nel mese di luglio dello stesso anno, campagne di scavo promosse dalla RAS hanno fatto riaffiorare il peristilio superiore di Villa San Marco, con l'individuazione dell'angolo estremo, grazie alla presenza di una colonna angolare sempre in stile tortile: nelle vicinanze della colonna è stato ritrovato anche il primo scheletro umano di Stabia, probabilmente un fuggiasco rimasto vittima di un crollo; alle spalle del peristilio vennero scoperti anche tre cubicula. Queste scoperte hanno richiesto diversi anni di studio e indagini, effettuati con alcune tecniche all'avanguardia, non invasive del territorio, come l'utilizzo di magnetometri e georadar.

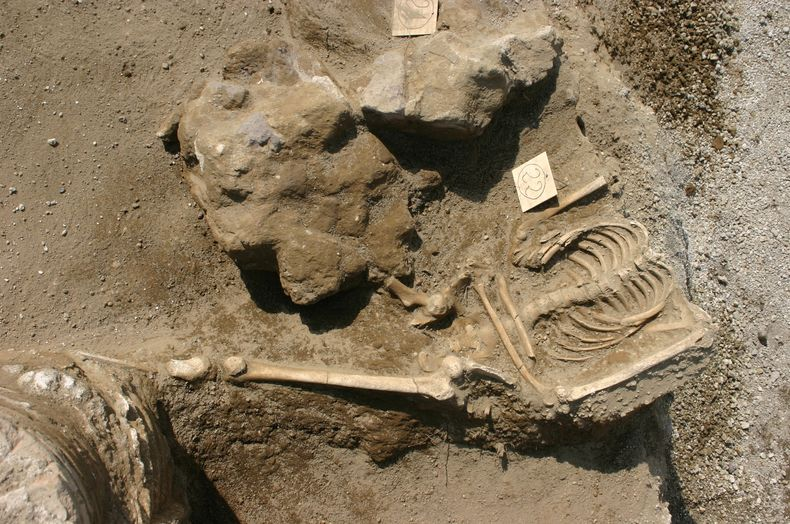
Scheletro ritrovato nel 2006

Nel 2008 sia Villa San Marco che Villa Arianna sono state interessate da esplorazioni che hanno riportato alla luce, nella prima villa, una serie di cubicula, due latrine e un giardino dove era posta l'entrata secondaria, mentre nella seconda è stato scoperto parte del grande peristilio che all'epoca romana affacciava direttamente sul mare. Nonostante però l'impegno delle diverse associazioni, spesso sono stati lanciati allarmi di denuncia nei confronti della poca manutenzione e pubblicizzazione del sito stabiano. Nel mese di giugno del 2008 è stato aperto il Museo diocesano sorrentino-stabiese, ubicato presso la chiesa dell'Oratorio a Castellammare di Stabia, il quale conserva numerosi reperti provenienti dalla necropoli sotterranea della cattedrale stabiese come lapidi, colonne, capitelli e suppellettili, ma anche reperti risalenti all'epoca rinascimentale: il museo ha riscontrato subito un buon successo di pubblico, toccando quota duemila visitatori nel giro di pochi mesi. Sempre a sostegno di una campagna di rilancio degli scavi stabiani è stato organizzato nell'estate 2008 a Villa San Marco uno spettacolo canoro del cantante Lucio Dalla.
Nel 2009 nuovi scavi hanno riportato alla luce un'antica strada romana che corre lungo il perimetro settentrionale di Villa San Marco; si tratta di una strada lastricata che collegava il borgo di Stabia con il lido sottostante: lungo tale arteria è presente in buone condizioni una porta di accesso alla città, la prima ritrovata, e lungo le mura sono disegnati una miriade di graffiti e piccoli disegni in carboncino. Dall'altro lato della strada è stato inoltre scoperto un quartiere termale di una nuova villa esplorata in parte in epoca borbonica. Nel corso dello stesso anno a Villa Arianna è riaffiorato un giardino considerato come il miglior conservato al mondo, mentre a Casola di Napoli, a pochi metri da una palazzina abusiva è riaffiorato un tratto di strada romana con l'ingresso ad una domus appartenente all'ager stabianus. Nel maggio 2010, durante i lavori per il raddoppio del binario della linea ferroviaria Torre Annunziata - Sorrento della Circumvesuviana, tra le stazioni di Ponte Persica e Pioppaino, è stata scoperta una villa risalente al I secolo: tra gli ambienti esplorati un reperto termale, un forno per la produzione di pane e diversi ambienti servili tutti finemente affrescati. Nel 2012, dopo due anni di lavoro, si sono concluse le opere di restauro delle ville sul pianoro di Varano, che hanno portato alla totale sostituzione delle vecchie coperture con nuove in legno, in modo da preservare maggiormente affreschi e mosaici ed alla sistemazione di copie delle pitture, nella loro posizione originale, asportate durante gli scavi borbonici e degli anni cinquanta.
Nel settembre 2020 è stato inaugurato il Museo archeologico di Stabia Libero D'Orsi, che sostituisce l'Antiquarium stabiano, realizzato all'interno della reggia di Quisisana a Castellammare di Stabia e che raccoglie i reperti degli scavi di Stabia e del circondario.

## Ville d'otium

### Villa San Marco

#### Storia

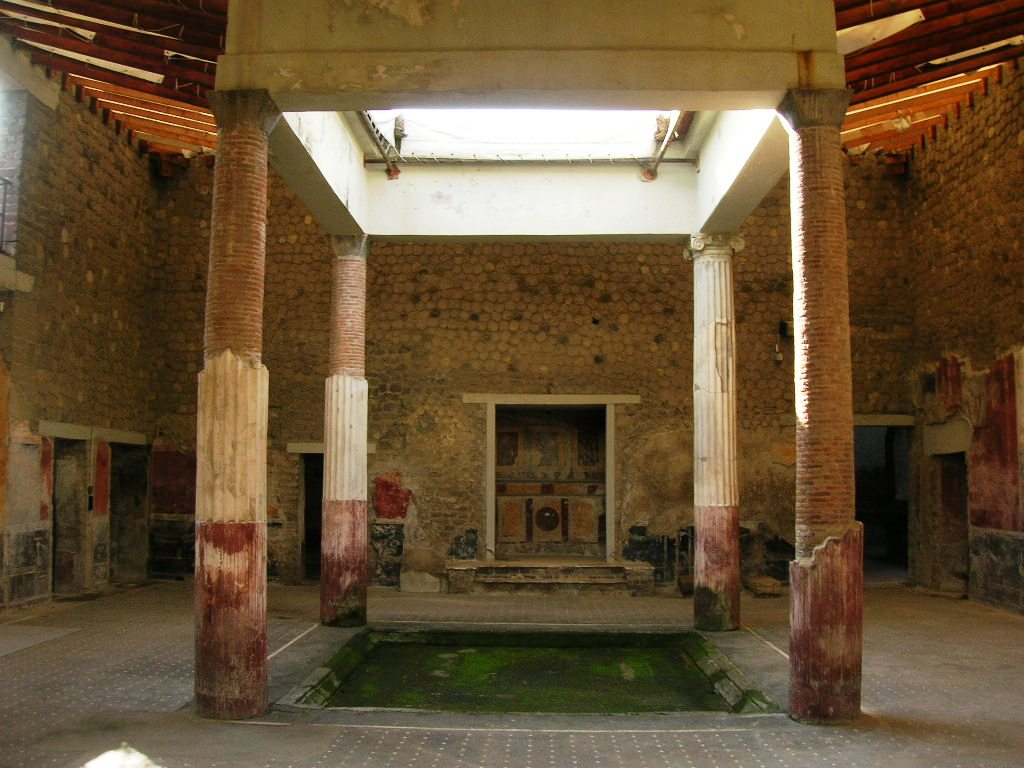
L'atrio con l'impluvium ed il lariario

Villa San Marco è una villa residenziale romana che prende il nome da una cappella dedicata a San Marco, costruita nel XVII secolo proprio nella zona della villa, ormai scomparsa. Ha un'estensione di circa undicimila metri quadrati, di cui seimila riportati alla luce, con i lavori di scavo non ultimati, e può vantare il primato di essere la più grande villa d'otium dell'antica Campania. Dopo l'eruzione del Vesuvio del 79, la struttura fu esplorata per la prima volta dai Borbone nel periodo compreso tra il 1749 e il 1782 e, in seguito, da Libero D'Orsi tra il 1950 e il 1962: risultò, sin dalla sua scoperta, in un ottimo stato di conservazione grazie allo spesso strato, di circa cinque metri, di cenere e lapilli che l'avevano protetta dall'incuria del tempo.
Villa San Marco è stata costruita durante l'età augustea, ed è stata notevolmente ampliata con l'aggiunta di ambienti panoramici, il giardino e la piscina nell'età claudia: nonostante non si conosca esattamente il nome del proprietario, sono state fatte diverse supposizioni che hanno portato a pensare che potesse appartenere o a un certo Narcissus, un liberto, sulla base di alcuni bolli ritrovati su delle tegole, oppure alla famiglia dei Virtii, i quali avevano dei sepolcri poco distanti dalla costruzione.

#### Struttura
L'ingresso della villa è posto a circa cinque metri di profondità: questo è caratterizzato da un piccolo protiro con delle panche in pietra utilizzate dalle persone in attesa di essere ricevute dal proprietario. Superato l'ingresso si entra nell'atrium affrescato con zoccolatura in nero e zona mediana in rosso con raffigurazioni di centauri e pelli di pantere; al centro è collocato un impluvium, mentre lungo le pareti laterali si aprono tre cubicula, con una piccola scala che conduceva al piano superiore, crollato a seguito dell'eruzione. Sulla parete est è posto il larario, adornato con degli affreschi che riproducono marmi preziosi: questa tecnica era utilizzata soprattutto durante l'età dei Flavi per evitare di acquistare a prezzi più elevati dei marmi veri. Sempre nell'atrio ci sono i basamenti per una cassaforte andata perduta che, oltre alla tradizionale funzione, aveva anche il compito di mostrare a tutti la ricchezza della famiglia.

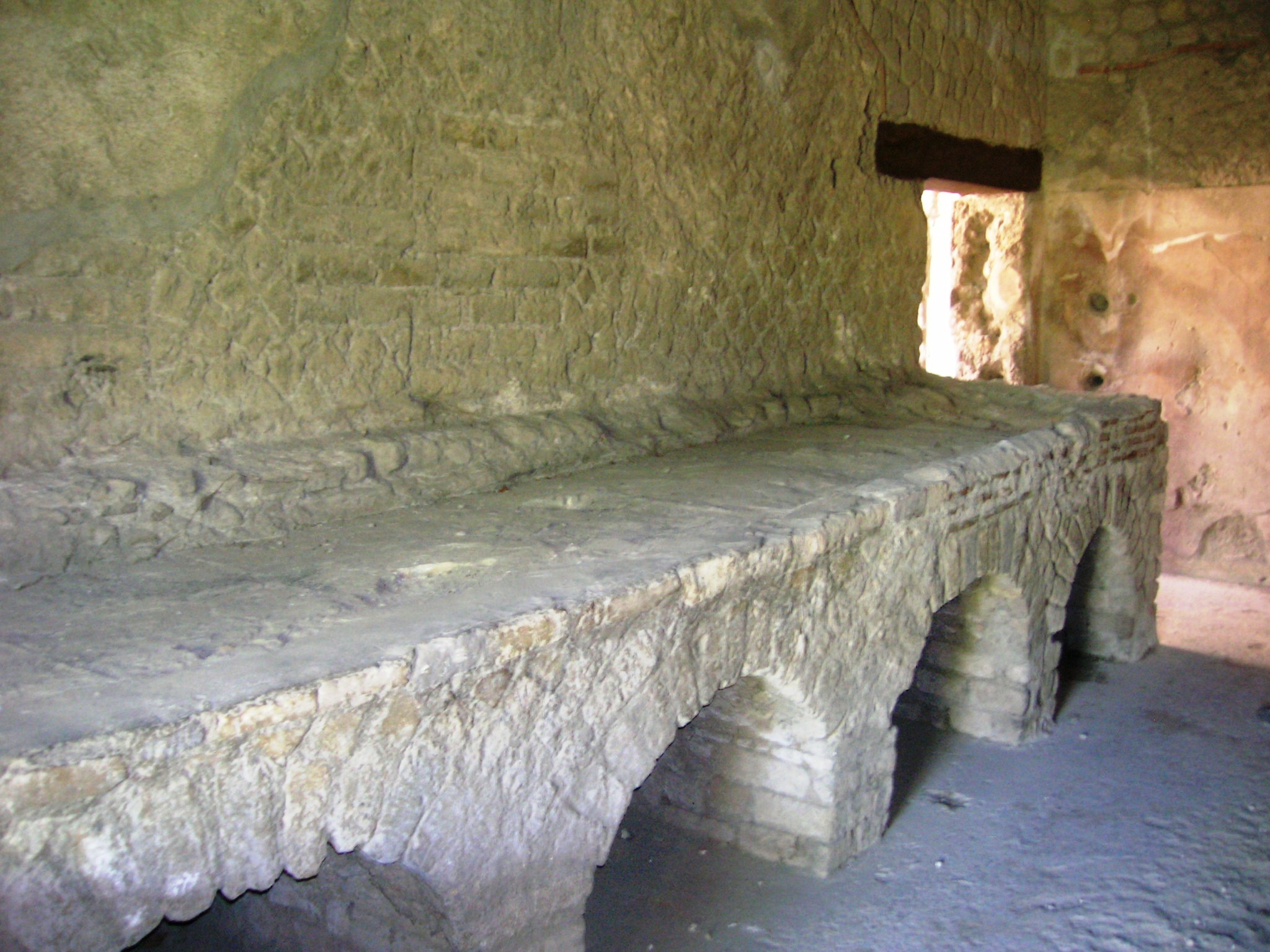
La cucina

Sulla destra dell'atrio è l'accesso al tablinio, da cui parte un breve corridoio, in cocciopesto, che conduce a un cortile porticato dove è situato l'ingresso dalla strada alla villa: la porta d'accesso al cortile era in legno e al momento dello scavo è stato possibile eseguirne un calco. Nei pressi di questi ambienti sono stati recuperati una statua in bronzo di Mercurio, un corvo a grandezza naturale per fontana e un candelabro bronzeo. Il tablinio ha una decorazione in IV stile, con zoccolo rosso e scomparti con ghirlande e animali, mentre la pavimentazione è in tassellato bianco delimitato da due fasce in nero. Nel 2008, a seguito di nuovi scavi sono stati rinvenuti alcuni ambienti non segnalati sulle mappe borboniche, come una scala, un sentiero pedonale, e un giardino con al centro un grosso olmo, oltre a due latrine e diversi ambienti, uno con letto, lavabo e piano di cottura e un altro in cui è stata ritrovata una piccola cassetta contenente una moneta, una spatola e un bottone d'osso.
La cucina, posta alle spalle dell'atrio, ha pianta rettangolare e delle notevoli dimensioni: presenta un grosso bancone in muratura su quattro archi, un piano cottura in frammenti laterizi e una grande vasca. Nonostante la poca importanza dell'ambiente e quindi l'assenza di affreschi e di mosaici, le pareti sono infatti rivestite di intonaco grezzo e la pavimentazione in semplice cocciopesto, sono stati ritrovati diversi elementi di interesse come, ad esempio, dei graffiti lasciati dagli schiavi: si nota una nave a remi, dei conti forse della spesa o per i turni, due gladiatori e un poema di dodici righe. Sono collegati alla cucina diversi ambienti di servizio: è presente una stanza che probabilmente fungeva da magazzino e altri ambienti che originariamente dovevano essere delle diaetae, ma che durante l'età flavia, a seguito della costruzione del peristilio, furono rimpicciolite e utilizzate come depositi o come cubicula; a sostegno della tesi che questi ambienti fossero stati delle diaetae sono le loro particolari decorazioni, troppo sontuose per ambienti di servizio: sono infatti pavimentate in tassellato bianco e nero e una decorazione parietale in terzo stile con zoccolo nero e la parte superiore in giallo ocra.

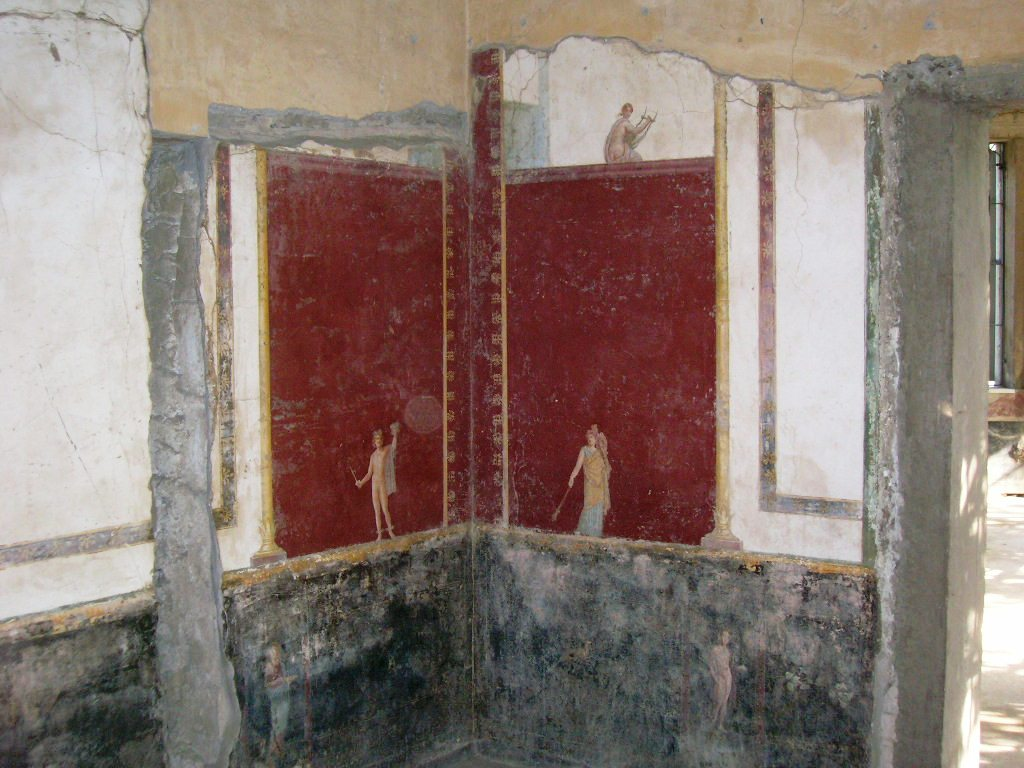
Affreschi di una diaeta

Gli ambienti termali della villa sono di notevoli dimensioni, hanno una pianta triangolare e si trovano tra l'ingresso e il ciglio della collina: tra questi e l'atrio è stato ricavato, in uno spazio residuo, un piccolo viridario protetto da un muro dove si aprono sei ampie finestre: dai resti degli affreschi si deduce che questo era finemente decorato con raffigurazioni di grossi rami pendenti. L'accesso alla zona termale è consentito da un atrio, arricchito con rappresentazioni di amorini lottatori e pugili, al quale segue l'apodyterium, il tepidarium, il frigidarium, la palestra e il calidarium: la piscina che si trova nel calidario, il cui accesso è consentito da scalini in pietra, ha una lunghezza di sette metri, una larghezza di cinque e una profondità di un metro e mezzo. A seguito di ulteriori scavi nella piscina, parte del fondo è stato asportato mettendo in luce una grande fornace in mattoni alimentata da uno schiavo, che la raggiungeva tramite un corridoio sotterraneo, e che riscaldava una grande caldaia in bronzo: questa è stata asportata nel 1798 da Lord Hamilton per essere trasportata a Londra, ma durante il viaggio la nave su cui fu caricata, la Colossus, rimase vittima di un naufragio. I vapori caldi prodotti dalla caldaia passavano nelle intercapedini delle pareti tramite dei tubi in terracotta, riscaldando tutta la stanza: si suppone che il calidario fosse ricoperto da lastre di marmo. Dal quartiere termale inoltre partono una serie di rampe che collegano la villa con la zona più pianeggiante a ridosso della costa.
Il grande peristilio è circondato da un lungo porticato con al centro una piscina lunga trentasei metri e larga sette, la quale, nella parte terminale, ha un ninfeo, in parte ancora da esplorare, decorato con affreschi raffiguranti Nettuno, Venere e diversi atleti, asportati dai Borbone e conservati al Museo archeologico nazionale di Napoli e al Museo Condè di Chantilly, in Francia. Nel giardino del peristilio erano presenti al momento dell'eruzione dei platani: la certezza è data da studi di archeologi che durante gli scavi hanno analizzato i vari strati vulcanici e hanno trovato le impronte delle radici di questi alberi: proprio come avvenuto per i calchi degli umani, all'interno di queste forme è stato versato del cemento liquido in modo da ottenere il loro calco: inoltre gli archeologi hanno calcolato che, al momento dell'eruzione, l'età di questi alberi andava dai settantacinque ai centocinque anni.

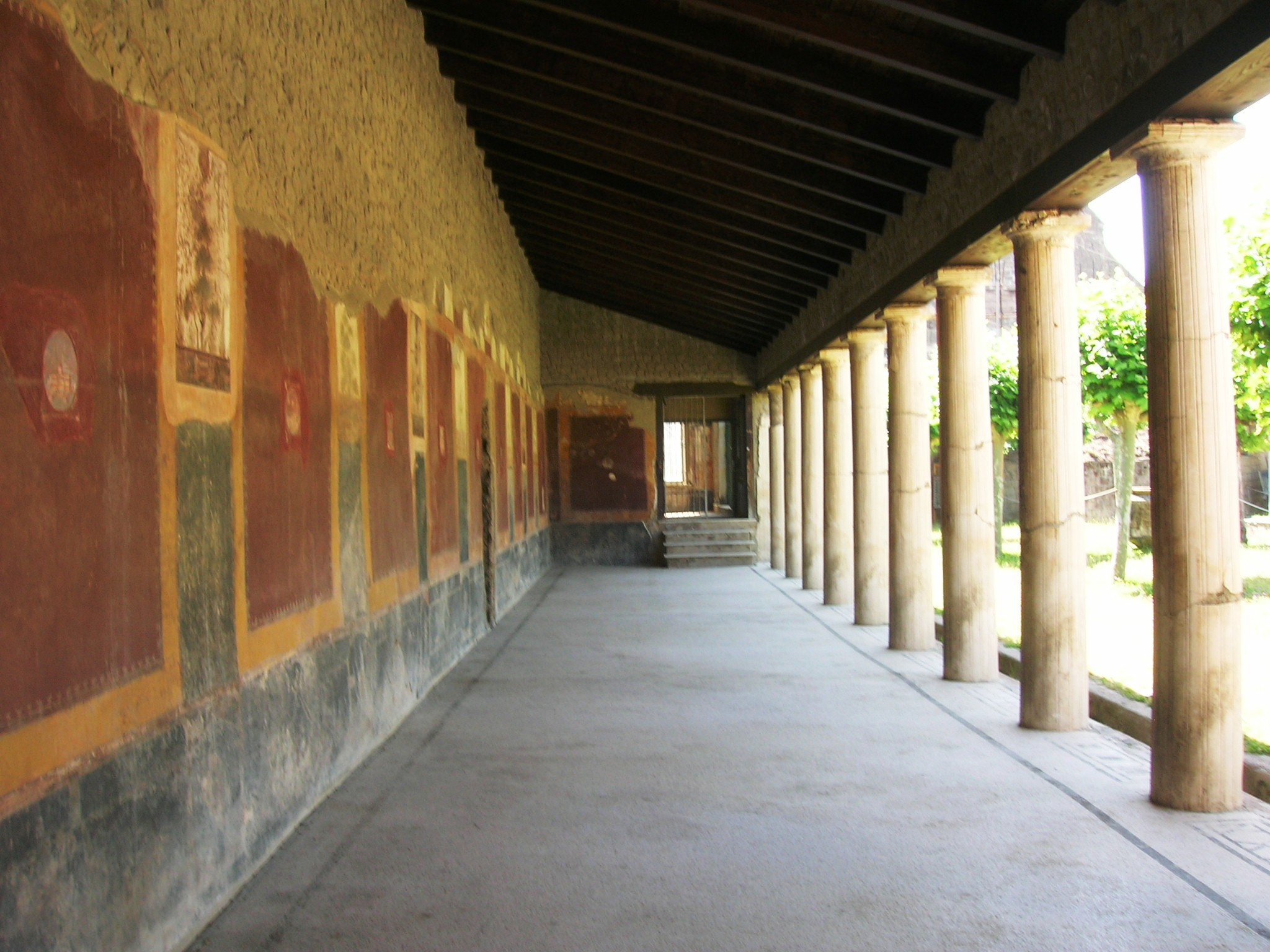
Il colonnato del peristilio

Sul giardino si aprono diverse diaetae affrescate ognuna in maniera differente: la prima è decorata in quarto stile e sulle pareti si ritrovano raffigurati Perseo con ali ai piedi che mostra la testa di Medusa recisa, un offerente, una musa di spalle con la lira, Ifigenia, una figura nuda e una donna che scopre una pisside, mentre sul soffitto è raffigurata una Nike con in mano la palma della vittoria. In una seconda stanza è raffigurata la storia di Europa rapita dal toro, mentre nella stanza successiva sono presenti frammenti di un dipinto raffigurante un giovane disteso su un triclinio con accanto un'etera. Altre stanze invece, quelle di rappresentanza, in parte crollate, si aprono sul ciglio della collina, in posizione panoramica: esse avevano un rivestimento di marmo nella parte inferiore ed erano affrescate in quella superiore. Le pareti del peristilio sono affrescate con zoccolatura nera e riquadri in rosso e ocra, mentre la pavimentazione è a mosaico bianco, che nelle bordature nei pressi delle colonne riproduce disegni geometrici in bianco e nero.
Villa San Marco è dotata anche di un secondo peristilio, posto nel lato meridionale, forse lungo circa centoquarantacinque metri, così come indicato da studi geofisici realizzati nel 2002 e recuperato in gran parte nel 2008, e caratterizzato da portici sorretti da colonne tortili, crollate in seguito al terremoto dell'Irpinia del 1980: il soffitto del portico è affrescato con diversi dipinti raffiguranti Melpomene, l'Apoteosi di Atena, Ermes psicopompo, la Quadriga del sole con Fetonte e il Planisfero delle stagioni, rinvenuto nel 1952 e raffigurante un globo con all'interno due sfere intersecanti e due figure femminili che rappresentano la Primavera e l'Autunno con intorno degli amorini; molto probabilmente poi l'opera era completata dalle figure dell'Inverno e dell'Estate ma la mancanza dei frammenti rende l'interpretazione difficoltosa. In questo peristilio è collocata anche una meridiana: in realtà durante lo scavo questa è stata ritrovata in un deposito in quanto la villa, al momento dell'eruzione, era in ristrutturazione ed è stata successivamente riposta nella sua posizione originaria.

### Villa Arianna

#### Storia

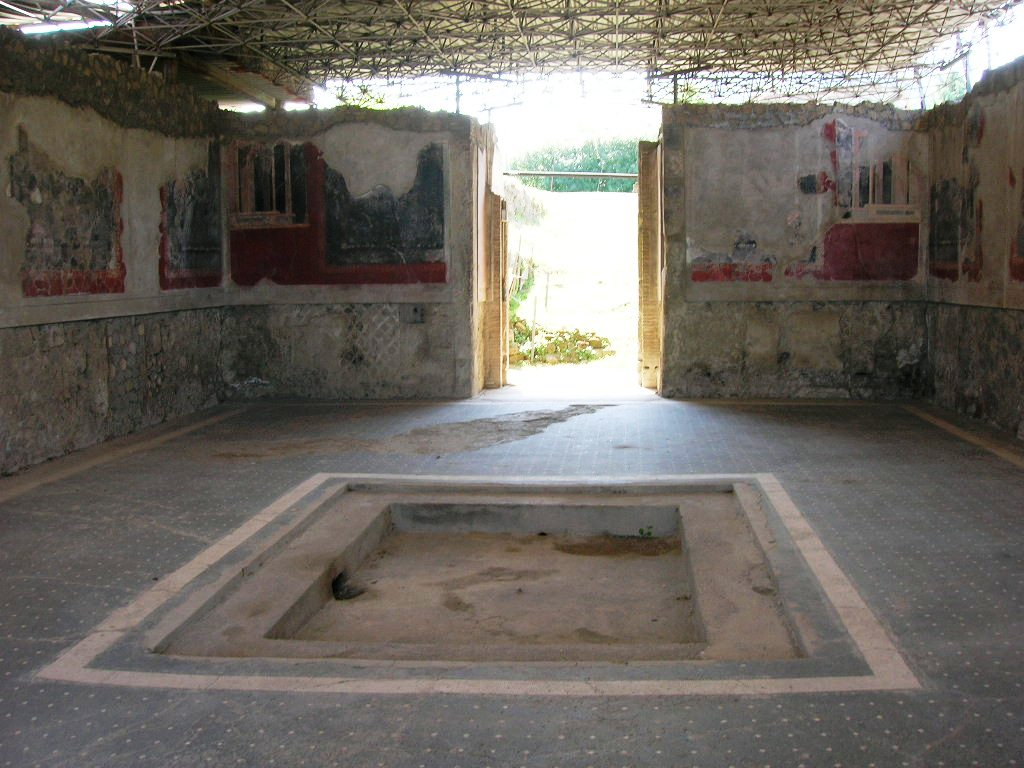
L'atrio

Villa Arianna è la villa d'otium più antica di Stabia, risalente al II secolo a.C.. Essa è situata all'estremità ovest della collina di Varano, in posizione panoramica; occupa un'area di circa undicimila metri quadrati di cui scavati e visitabili soltanto duemilacinquecento. La prima campagna di scavi fu svolta da Karl Weber tra il 1757 e il 1762 e la villa fu chiamata primo complesso, per distinguerla dal secondo complesso, altra villa d'otium, da cui è separata tramite uno strettissimo vicus: dopo aver staccato le decorazioni di maggior rilievo e aver asportato le suppellettili, la villa fu nuovamente rinterrata. Gli scavi sono ripresi nel 1950 a opera di Libero D'Orsi e fu in tale periodo che la villa fu denominata Arianna per la presenza di una pittura a soggetto mitologico che raffigura Arianna abbandonata da Teseo: D'Orsi effettuò gli scavi di ambienti della villa che si affacciavano sul ciglio della collina, alcuni dei quali andati perduti a seguito di eventi franosi; prosegue inoltre il lavoro degli archeologi che interessa la zona sud e quella del grande peristilio o palestra che è stato riportato alla luce quasi completamente, insieme a nuove camere, colonne e finestre, nel corso del 2008.

#### Struttura
Villa Arianna, secondo le mappe redatte durante le esplorazioni dei Borbone e da quanto emerso dagli scavi, ha una pianta molto complessa, frutto di continui ampliamenti della struttura e per questioni di comodità viene divisa in quattro sezioni: l'atrio, gli ambienti termali, il triclinio e la palestra.

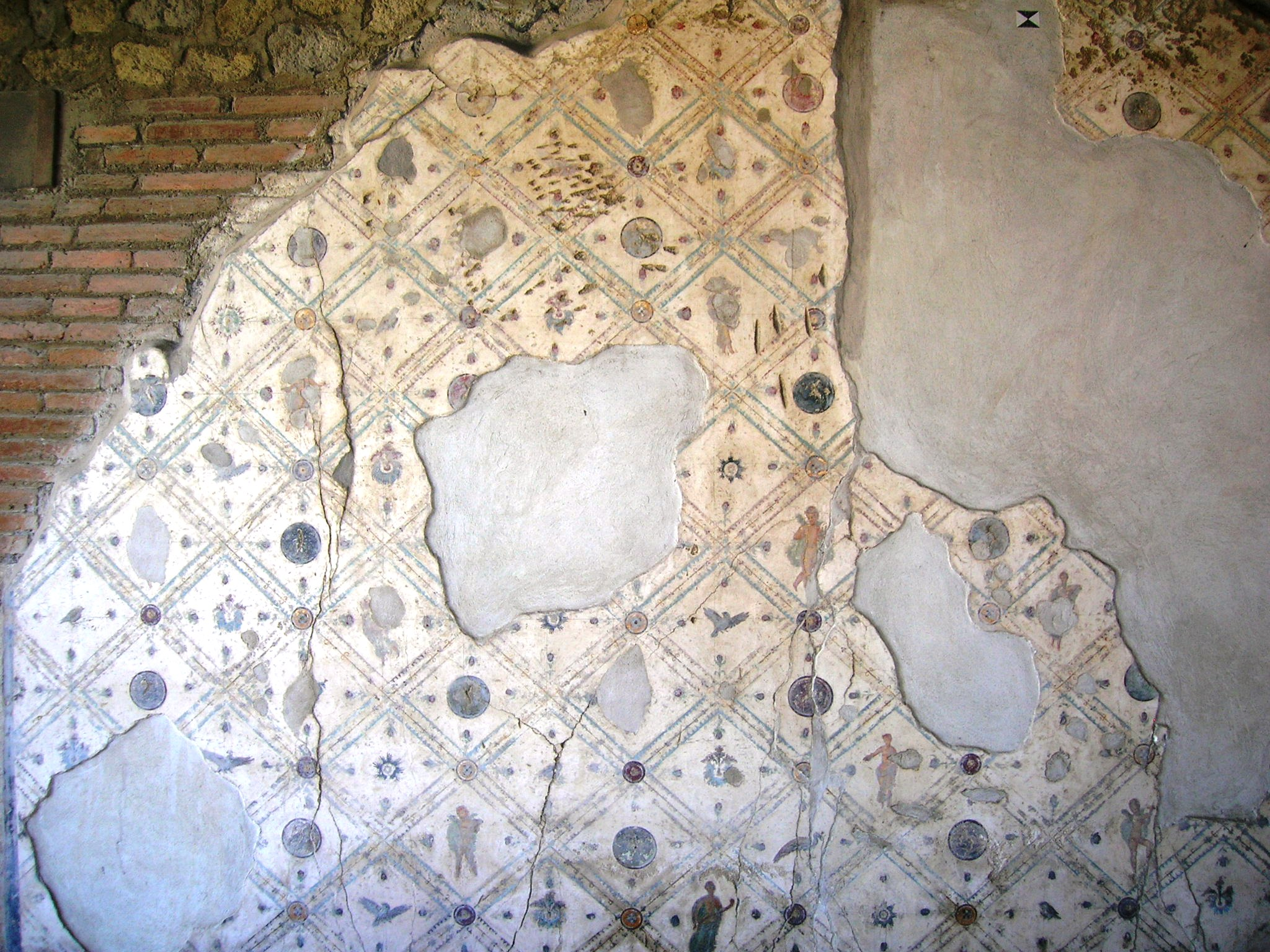
Decorazione a piastrelle

L'atrio tuscanio, risalente all'età tardo repubblicana, è pavimentato con mosaico bianco-nero e presenta affreschi parietali, solitamente figure femminili e palmette su fondo nero e rosso, che hanno caratteristiche riconducibili al terzo stile. Al centro dell'atrio è presente un impluvium mentre tutto intorno sono presenti numerose camere: due di queste, poste alle estremità dell'ingresso dell'atrio, conservano decorazioni che imitano architetture come colonne ioniche che reggono il soffitto a cassettoni appartenenti all'arte tipica del secondo stile. Negli altri cubicula invece sono stati ritrovati gli affreschi più importanti dell'antica Stabia, tutti asportati in epoca borbonica e conservati al museo archeologico nazionale di Napoli, e raffiguranti del figure mitologiche di Medea, Leda col cigno, Diana, la Flora e la Venditrice di amorini. La Flora o Primavera di Stabiae è stata ritrovata nel 1759, ha una grandezza di soli trentotto centimetri per ventidue e risale al I secolo: l'affresco rappresenta la ninfa greca Flora, intesa dai romani come la dea della Primavera, girata di spalle nell'atto di raccogliere un fiore da un cespo, allegoria di purezza, il tutto su uno sfondo di colore verde acqua; la Flora è sicuramente l'opera più conosciuta di Stabia, tanto da diventarne il simbolo, non solo in Italia, ma anche all'estero come testimonia l'emissione di un francobollo in Francia, durante la settimana dedicata ai beni culturali protetti dall'UNESCO, che riportava proprio la Primavera di Stabia. Altra opera di grande importanza è la Venditrice di amorini, ritrovata nel 1759, risalente anch'essa al I secolo, che rappresenta una donna nell'atto di vendere un amorino a una fanciulla: tale affresco ebbe notorietà nel XVIII secolo, influenzando il gusto neoclassico e fu riportato su numerose porcellane, stampe, litografie e quadri, come testimoniato dall'abate Galiani che da Parigi, in una lettera indirizzata al ministro Bernardo Tanucci, scriveva:
(Ferdinando Galiani)
oppure dal professore Alvar González-Palacios che scriveva:
(Alvar González-Palacios)

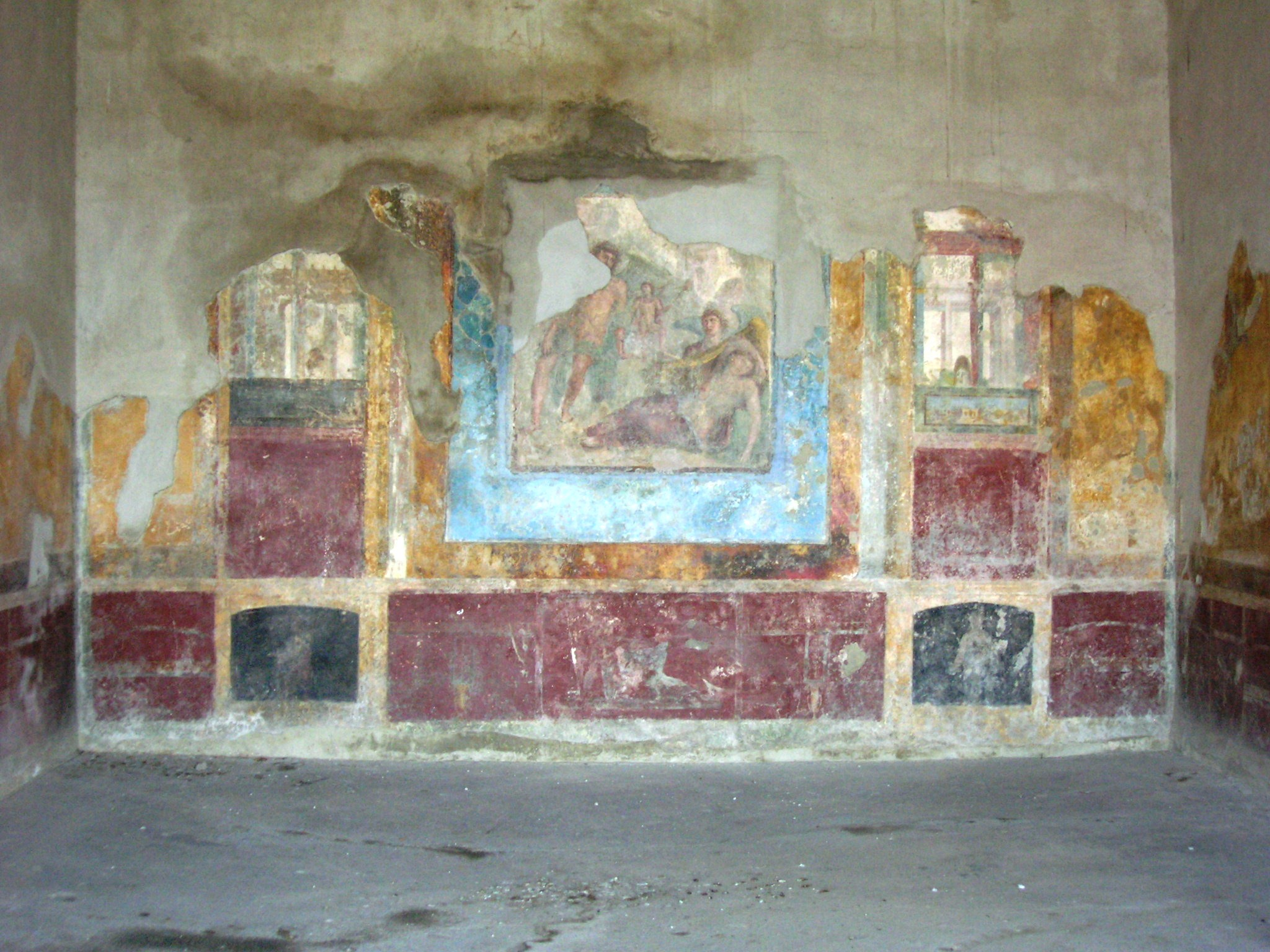
L'affresco del mito di Arianna

Dal fondo dell'atrio si accede a un peristilio quadrato esplorato in epoca borbonica e non ancora riportato alla luce. Il triclinio e gli ambienti circostanti affacciano direttamente sul ciglio della collina e, grosso modo, sono cronologicamente collocabili nell'età neroniana: nel triclinio sono presenti raffigurazioni di storie care alla divinità di Venere come l'affresco rinvenuto il 14 aprile 1950 che fa riferimento al mito di Arianna, abbandonata da Teseo sull'isola di Nasso fra le braccia di Ipno che viene scorta da Dioniso, rappresentato con occhi di falco. Libero D'Orsi descrive così l'affresco:
(Libero D'Orsi)
Nella stessa stanza sono presenti anche gli affreschi di Licurgo e Ambrosia, Pilade, Ippolito, raffigurato mentre una nutrice gli svela l'amore provato dalla sua matrigna Fedra e Ganimede, rapito dall'aquila per essere portato dinanzi a Giove: alcuni di questi sono stati staccati e conservati all'interno dell'Antiquarium stabiano. Gli ambienti minori intorno al triclinio hanno una colorazione parietale o rossa o gialla e riportano decorazioni minimaliste come amorini, figure volanti, paesaggi e medaglioni con al centro busti di personaggi; uno di questi ambienti ha una particolare decorazione detta a piastrelle: dopo una zoccolatura in rosso, dove sono affrescati figure femminili e amorini, inizia la decorazione con le piastrelle al cui centro sono presenti diverse raffigurazioni che si ripetono ogni quattro fasce, ossia nella prima fascia sono disegnati figure femminili e uccelli, nella seconda fiori e medaglioni, nella terza amorini e uccelli e nella quarta rose e medaglioni, alcune delle quali picchiettate dagli stessi Borbone affinché nessun altro potesse impossessarsene. Nelle vicinanze del triclinio sono presenti due diaetae intercalate da un triclinio estivo: la prima diaeta è decorata con una zoccolatura in giallo dove sono raffigurati diversi paesaggi, una zona mediana bianca che riporta diversi amorini e la predella, sempre bianca, con decorazioni che ricordano mostri marini e paesaggi con pigmei. La seconda diaeta ha un pavimento a mosaico bianco, una zoccolatura in giallo e il resto delle pareti affrescate con candelabri, cavallette, uccelli e farfalle. Nella parte antistante questa zona della villa, sul ciglio della collina, è presente una terrazza con archi e pinnacoli, aggiunti nel corso del I secolo.

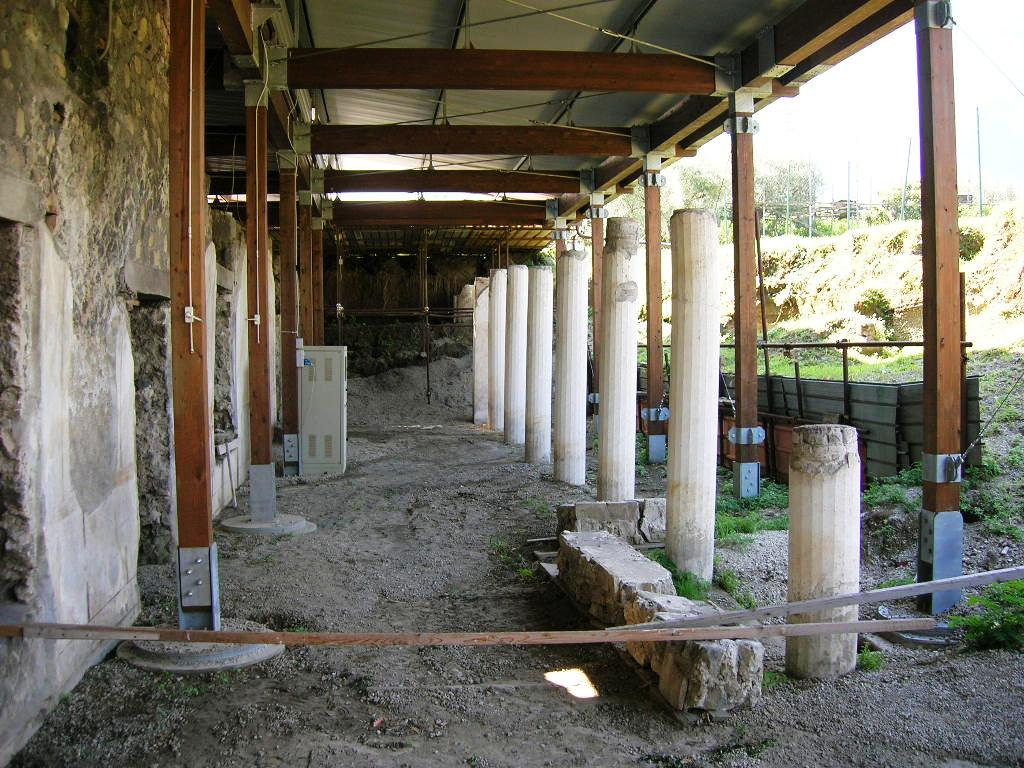
Il colonnato della palestra

La palestra, chiamata anche grande peristilio, è ubicata all'estremità ovest della villa ed è stata aggiunta successivamente alla costruzione, con molta probabilità durante l'età Flavia: si tratta di un'opera lunga centottanta metri per ottantuno di larghezza con oltre cento colonne in opera listata e rivestite di stucco bianco, danneggiate dal terremoto dell'Irpinia del 1980; il suo circuito ha la misura di due stadi secondo le misure indicate da Vitruvio per questi tipi di edifici.
Gli ambienti termali sono di dimensioni minori rispetto alle altre ville di Stabia ma in ogni modo sono presenti un calidarium absidato con vasca, un tepidarium e un frigidarium: nel 2009 è stato rinvenuto un giardino di grosse dimensioni, precisamente centodieci metri di lunghezza per cinquantacinque di larghezza, considerato come il miglior conservato al mondo, in quanto sono ancora ben visibili le tracce delle piante presenti al momento dell'eruzione. Numerosi sono anche gli ambienti di servizio come la cucina, una peschiera, una scala in muratura che conduceva al primo piano e una stalla, dove sono stati ritrovati due carretti agricoli, uno dei quali è stato restaurato ed esposto al pubblico: questo carro ha due grosse ruote che superano la cassa ed era fabbricato in ferro e legno così come testimoniato da studi approfonditi; inoltre nelle sue immediate vicinanze è stato ritrovato anche lo scheletro di un cavallo con le zampe posteriori alzate, imbizzarritosi per lo spavento causato dall'eruzione, di cui si conosce anche il nome, Repentinus, come riportato da un'incisione nella stalla. Villa Arianna era collegata a una struttura ai piedi della collina, sulla spiaggia, tramite una serie di sei rampe sostenute da archi in muratura.

### Secondo complesso

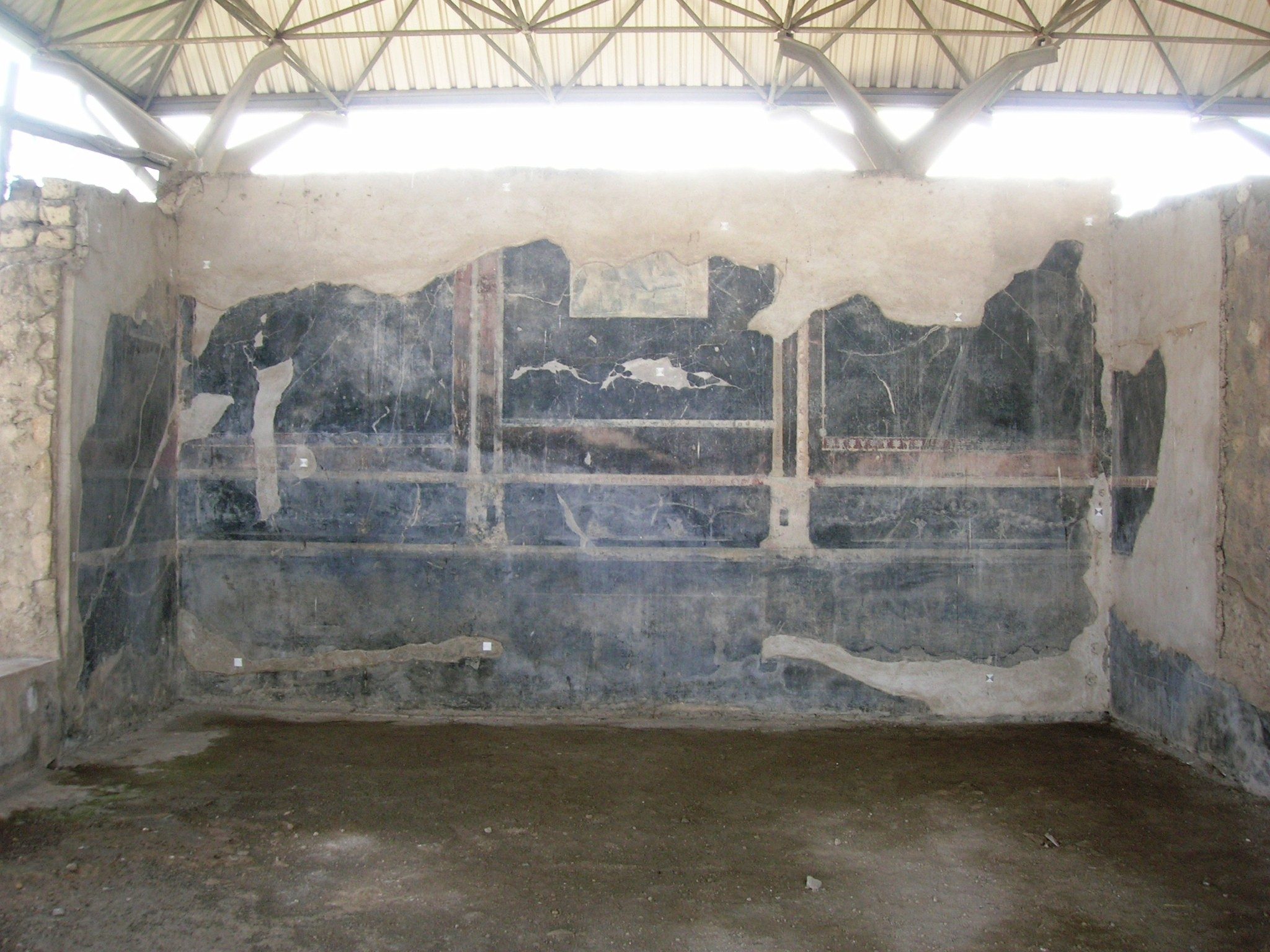
Parete affrescata di un ambiente

Il secondo complesso è una villa d'otium situata sul ciglio della collina di Varano tra la Villa del Pastore e la Villa di Arianna: da quest'ultima villa il secondo complesso è separato da uno strettissimo vicus. La costruzione fu esplorata per la prima volta nel 1762 da Karl Weber, nel 1775 da Pietro la Vega e infine nel 1967 da Libero D'Orsi: soltanto una parte, circa mille metri quadrati, è stata riportata alla luce e l'accesso avviene tramite Villa Arianna; proprio per la loro vicinanza vengono spesso confuse come un'unica villa.
La struttura si compone di due zone, una più antica collocabile intorno al peristilio che è stata edificata intorno al I secolo a.C. e una di successiva costruzione, probabilmente un ampliamento o una fusione con un'altra struttura già esistente, risalente all'età imperiale. Il peristilio possiede un porticato su tre lati e diversi ambienti tra cui anche un oecus, andato perduto in seguito a un evento franoso, e diversi ambienti panoramici che si affacciavano direttamente sul mare; sul lato ovest è presente una peschiera quadrata con canne di piombo con zampilli. Il lato sud invece è chiuso e presenta uno pseudo-portico adornato con colonne poggiate su un muro alle cui spalle si trova il quartiere termale che comprende un calidarium absidato con una vasca, un tepidarium anch'esso con vasca e giardino, un laconicum con tetto a cupola e una cucina. Nella parte nord, quella costruita successivamente, prossima a Villa Ariana sono presenti un triclinio, un cubiculum e diversi ambienti di cui non è stata ancora chiarita la funzione: questi, insieme a parte del peristilio con gli ambienti panoramici, sono gli unici visitabili. La maggior parte della opere della villa sono state portate via dai Borbone, così come parte della pavimentazione in tessellato geometrico bianco e nero; tuttavia resistono pareti ben conservate dal caratteristico fondo nero in terzo stile.

### Villa del Pastore

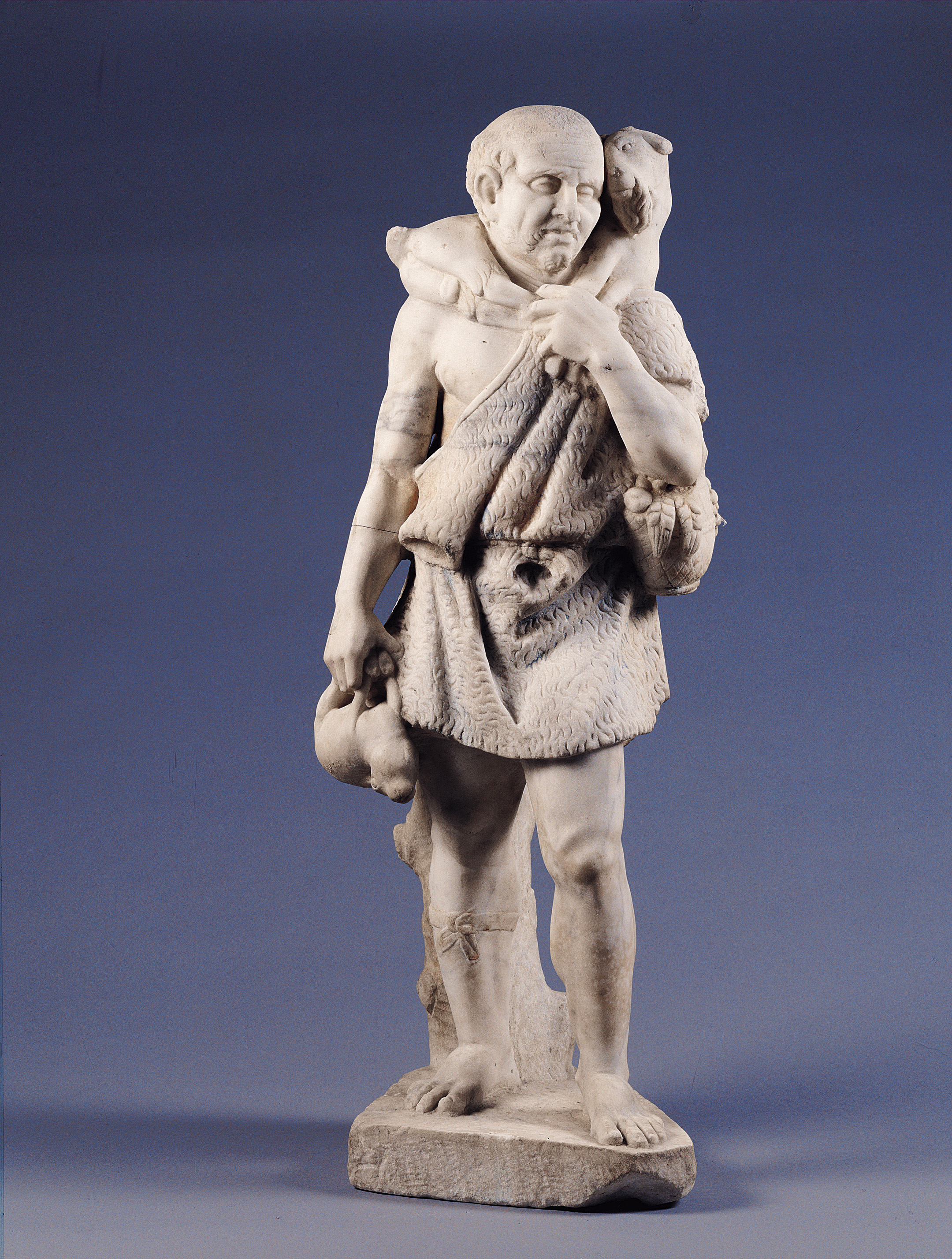
La statua del Pastore

La villa del Pastore deve il suo nome al ritrovamento di una statua raffigurante un pastore: tale ritrovamento sarebbe avvenuto il 19 settembre 1967 mentre erano in corso i lavori di scavo della vasca della villa. La costruzione sorge sul costone del pianoro di Varano, in posizione panoramica, a poca distanza da Villa Arianna e dal secondo complesso ed è stata esplorata per tre volte: la prima esplorazione, quella della sua scoperta, risale al periodo che va dal 1754 al 1759 ad opera di Karl Weber e fu portato alla luce un grande giardino; la seconda campagna di scavi, sotto la guida di Pietro la Vega, è stata effettuata tra il 1775 e il 1778, proseguendo quella iniziata alcuni anni prima; la terza e ultima esplorazione risale al periodo compreso tra il 6 aprile 1967 e il 16 settembre 1968: le indagini furono iniziate a seguito di un ritrovamento di un muro perimetrale dopo che si erano svolti alcuni lavori per la rimozione di uno strato di lapilli da un terreno da destinare a uso agricolo. Lo scavo degli anni sessanta fu finanziato dalla proprietaria del terreno e, una volta accertata la presenza di strutture antiche, il sopraintendente dell'epoca, Alfonso De Franciscis, chiese di espropriare tutta l'area tra Villa Arianna e Villa San Marco in modo tale da riunire in un unico percorso le ville dell'antica Stabia: in attesa di tale permesso la villa fu nuovamente sepolta nel 1970 per evitare che si rovinasse. A seguito di vari problemi burocratici legati alla causa di esproprio, la villa rimane sepolta: in futuro l'associazione RAS dovrebbe occuparsi del suo recupero.
La villa del Pastore risale a un periodo compreso tra l'VIII secolo a.C. e il 79 e si estende su una superficie di diciannovemila metri quadrati, circa ducentoquattromila se si considera anche l'area del giardino; si suddivide in due parti: un'ampia zona scoperta e una serie di locali adibiti a uso abitativo, entrambe con una pianta rettangolare. L'area del giardino scoperto ha un andamento che va da ovest verso est ed è delimitato a sud da una parete a emiciclo, mentre a nord si trova un criptoportico fenestrato lungo centoquarantacinque metri, al quale corre parallelo, ma posto in una zona leggermente inferiore, un colonnato: al centro del giardino è presente una natatio con gradinata in marmo. Nella parte dell'emiciclo è stata ritrovata la statuetta che dà il nome alla villa: si tratta di un'opera marmorea, alta circa sessantacinque centimetri, con una base di sedici, in stile ellenistico e rappresenta un anziano pastore vestito con grezze pelli, che porta sulle sue spalle un capretto, mantenuto per le gambe con la mano sinistra, nella quale si trova anche un cesto con uva e pane, mentre nella mano destra porta una lepre. Nella parte meridionale la parete termina con archi rovesci realizzati in laterizi e in opus reticulatum con cubilia in tufo giallo e cruma di lava rossiccia. Sempre nel giardino, nell'angolo sud occidentale, si trova un porticato di dieci metri di lunghezza per due di larghezza, pavimentato a mosaico bianco e nero: da qui si accede in un ambiente a opus latericium caratterizzato da una piccola nicchia affrescata in azzurro. Nello stesso angolo di giardino furono poi ritrovate due ante in laterizio, affrescate in rosso, che permettevano l'accesso a un grosso ambiente, probabilmente un tablino; fu inoltre rinvenuto un piccolo ninfeo quadrato al centro del quale era posto un labrum marmoreo. La seconda parte della villa, quella dedicata alla vita quotidiana, dispone di una quindicina di ambienti raccolti intorno a un cortile centrale: sul lato settentrionale di questo cortile si apre il quartiere termale, nel quale si riconoscono un apodyterium, un calidarium, una cucina e un vestibolo. Dalla zona termale un'esedra funge d'accesso a un impluvium sul cui fondo si apre un larario. Studi hanno dimostrato che la villa si sviluppava su tre livelli, in quanto, a seguito di alcuni eventi franosi, sono affiorate una serie di sostruzioni che avevano la duplice funzione di contenimento della collina e di base di sostegno della villa; come le altre ville d'otium stabiane anche Villa del Pastore era collegata direttamente al mare da una serie di rampe che digradavano verso la spiaggia.

### Villa di Anteros e Heraclo
Dell'antico abitato fortificato di Stabia, posto su una collinetta alta circa cinquanta metri, protetto dai monti e dal mare e distrutto durante l'occupazione di Silla, il 30 aprile del 89 a.C., sono stati ritrovati pochissimi resti. Nel 1759 Karl Jakob Weber aveva parzialmente individuato e descritto parte della vecchia città che si estendeva su un'area di circa quarantacinquemila metri quadrati; in seguito, precisamente nel 1950, Libero D'Orsi, a circa trecento metri da Villa San Marco aveva riportato alla luce diversi ambienti che riconducevano a un nucleo abitativo come resti di case, botteghe, parti del macellum a cui confluivano le merci provenienti dal vicino piccolo porto e una cisterna che si affacciano su una strada basolata: si tratta con molta probabilità di edifici scampati alla distruzione sillana come dimostrano anche le decorazioni in primo stile. Questi resti sono ancora interrati e l'unica testimonianza dell'antico borgo è una porta ubicata tra villa San Marco e un'altra villa in fase di esplorazione.
La villa di Anteros e Heraclo, chiamata anche villa del Fauno o villa Cappella San Marco, è una villa d'otium che sorge al confine tra Castellammare di Stabia e Gragnano a pochi metri da Villa San Marco ed è come questa situata sul pianoro di Varano; è stata esplorata per la prima volta da Karl Weber l'11 dicembre 1749 ed è una delle prime testimonianze romane ritrovate durante gli scavi borbonici dell'antico abitato di Stabia: dopo essere stata indagata e depredata di tutti gli oggetti ritenuti di valore fu lasciata interrata. Nonostante si disponesse di alcune mappe, gli archeologi non erano mai riusciti a identificare il sito esatto in cui si trovasse, fino al 2006, quando un gruppo di volontari, impegnato nell'opera di pulizia del costone della collina di Varano, rimase vittima di un crollo: continuando a scavare furono riportati alla luce diversi ambienti tra cui un androne con pareti bianche, pavimentazione scolpita e la cerniera di una porta appartenenti proprio alla villa di Anteros e Heraclo. Dopo un primo generale entusiasmo e varie iniziative atte al recupero della struttura, a causa della permanente mancanza di fondi non si è potuto provvedere alla sua messa in sicurezza, e il tutto è stato nuovamente invaso dalla vegetazione.
Della villa non si conosce molto, se non quello tramandato dai Borbone: si tratta con molta probabilità dell'unica costruzione della zona ad appartenere a dei magistrati, come testimonia il ritrovamento di una lapide di circa un metro e mezzo, scritta in caratteri rossi, che riportava la scritta:
Non si è a conoscenza se si tratta del nome di uno o due magistrati ma è ben nota la loro funzione nell'ager, ossia quella di conservare i documenti del villaggio, riscuotere le tasse e organizzare le feste. Oltre alla targa, fu rinvenuto un busto di donna, che alcuni studiosi hanno identificato in Livia, con capelli ricci adornati da una fibula e un cammeo raffigurante una donna, forse Venere, che stringe tra le mani un ramo, del quale Weber rimane particolarmente colpito tanto che nel suo diario di scavo scrive:
Poco si conosce invece sui locali della villa: oltre alle scoperte del 2006 si apprende dagli scritti di Karl Weber che erano presenti degli ambienti adibiti alla vendita, testimoniato dalla grande quantità di bilance e monete, talvolta anche in oro, ritrovate.

## Ville rustiche

### Villa Carmiano

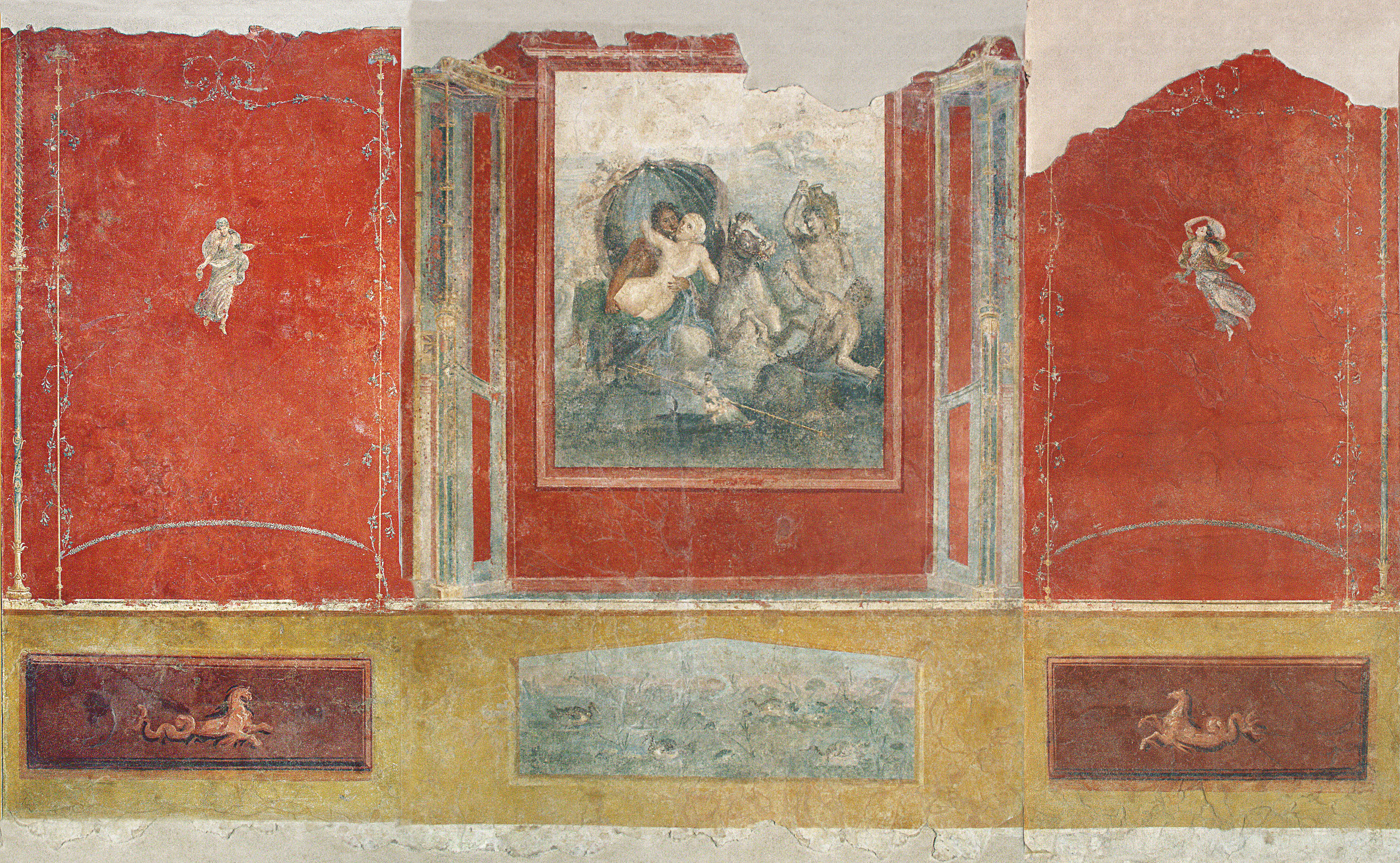
L'affresco di Nettuno e Amimone

Villa Carmiano deve il suo nome al luogo nella quale è ubicata, ossia in località Carmiano, nel comune di Gragnano ed è una villa rustica dell'ager stabianus posta a poco meno di un chilometro dal pianoro di Varano dove sono situate le ville d'otium di Stabia. La costruzione è stata riportata alla luce nel corso degli scavi effettuati da Libero D'Orsi nel 1963 e a seguito del suo stato di abbandono e per conservarne meglio le strutture murarie è stata nuovamente sepolta nel 1998: al momento della sua scoperta la villa non era stata ancora esplorata da alcuno e ciò è stato molto utile sia per scoprire importanti novità sullo stile di vita dei romani sia per la notevole quantità di reperti che sono stati ritrovati.
La villa ha una superficie di circa quattrocento metri quadrati e risale all'ultimo quarto del I secolo a.C.: del proprietario si conoscono soltanto le iniziali, MAR.A.S., incise su un sigillo in bronzo; inoltre dalla qualità dei dipinti si suppone che il proprietario fosse un ricco agricoltore. Dopo aver superato l'ingresso dove è posta anche la cuccia del cane, si entra nell'ampio porticato coperto, interamente dipinto, sul quale si aprono quasi tutte le stanze e dove si trova il larario dedicato a Minerva: le stanze di servizio, quindi la cucina con forno, torchio, vasca per la raccolta del mosto e una cella vinaria con dodici dolii dalla capacità complessiva di settemila litri di vino e gli ambienti usati per il deposito del raccolto e degli utensili per lavorare la terra, sono pavimentate in terra battuta, mentre la zona residenziale come il triclinio, finemente decorato con pitture in arte flavia, ha una pavimentazione in cocciopesto; proprio dal triclinio provengono le opere più importanti come la raffigurazione di Nettuno e Amimone, Bacco e Cerere e il Trionfo di Dioniso.

### Villa Petraro

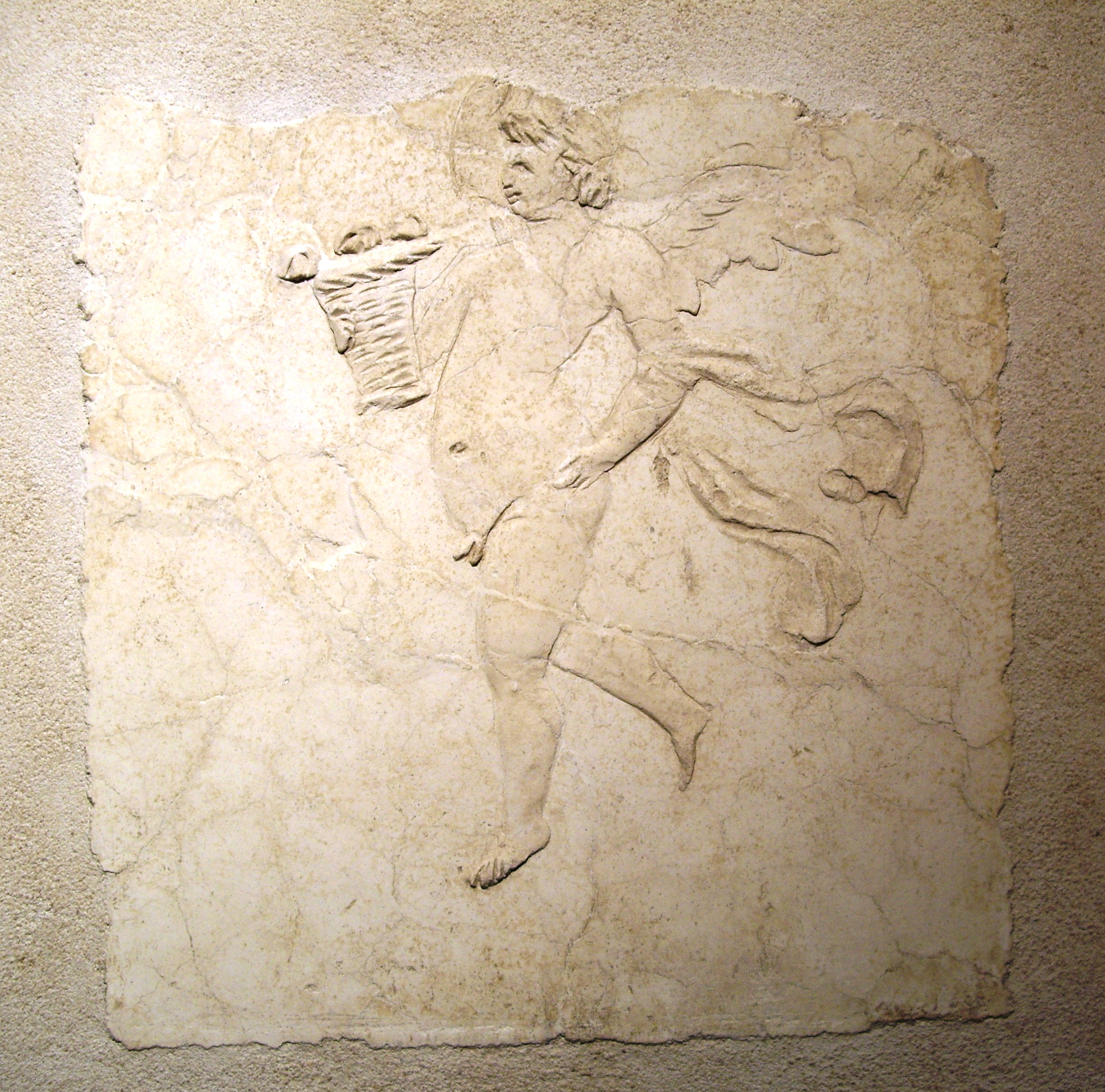
Stucco di un Amorino con cesto

Villa Petraro è una villa rustica dell'ager stabianus situata in località Petraro, dalla quale prende anche il nome, al confine tra Castellammare di Stabia e Santa Maria la Carità: la costruzione anticamente si trovava nella piana del Sarno, in una zona boscosa a ridosso di un'antica strada lastricata romana tra Stabia e Nuceria. La villa è stata scoperta nel 1957 a seguito di alcuni lavori di estrazione di lapilli da utilizzare in ambito industriale e la sua esplorazione è proseguita fino al 1958, quando dopo averla spogliata di affreschi ed elementi decorativi di maggior importanza è stata nuovamente sepolta: anche in questo caso la campagna di scavo è stata seguita da Libero D'Orsi.
Villa Petraro ha una lunghezza di trentasette metri e una larghezza di ventinove e si estende su una superficie di circa mille metri quadrati, è composta da due livelli come testimonia la presenza di una scala e al momento dello scavo risultava crollata la parte occidentale. Costruita originariamente durante la prima età augustea, la villa al momento dell'eruzione del Vesuvio doveva essere interessata da lavori di ristrutturazione e molto probabilmente la si stava trasformando da villa rustica a villa d'otium, come testimoniano alcuni cumuli di materiali edili e progetti di decorazioni; inoltre la posizione in cui essa si trovava favoriva questo cambiamento da uso agricolo a residenziale, in quanto si trovava a pochi metri dalla spiaggia e aveva una vista panoramica sul golfo di Napoli. Presenta un ampio cortile centrale con un criptoportico al nord per proteggerla dal sole, colonne realizzate in opus vittatum al sud, mentre nella parte est erano in via di realizzazione delle nuove colonne: sempre nel cortile sono presenti un forno e un pozzo. Dalla zona centrale si diramano i vari ambienti della villa: si trovano depositi, ambienti di lavori, triclini, cubicula e sei ergastula, ossia celle per gli schiavi. A seguito dei lavori di ampliamento la villa è stata dotata, nella parte orientale, anche di una zona termale, nella quale è presente una scala che porta al piano superiore: l'ambiente termale è composto da un calidarium con copertura a botte, così come gli altri ambienti, un frigidarium, nel quale erano in costruzione nuove vasche, un tepidarium, fornito di tubi fittili per il riscaldamento della stanza, un praefurnium e un apodyterium, lo spogliatoio. I pannelli decorativi che furono asportati e conservati nell'Antiquarium stabiano si trovavano proprio negli ambienti termali e rappresentano scene bucoliche, divinità fluviali, amorini e rappresentazioni mitologiche come Pasifae, a cui viene presentata la vacca in legno, Narciso che si specchia in acqua, Psiche, un Satiro con capro ed un Satiro con rhyton; la maggior parte delle pareti della villa però erano state rivestite di intonaco bianco prossime alla decorazione oltre a venticinque bassorilievi in fase di rifinimento. Tra i reperti più importanti alcune bottiglie in vetro soffiato, brocche in terracotta e un torchio oleario: infatti le principali attività agricole della zona erano concentrate sulla produzione di olio e vino.

### Villa Cuomo

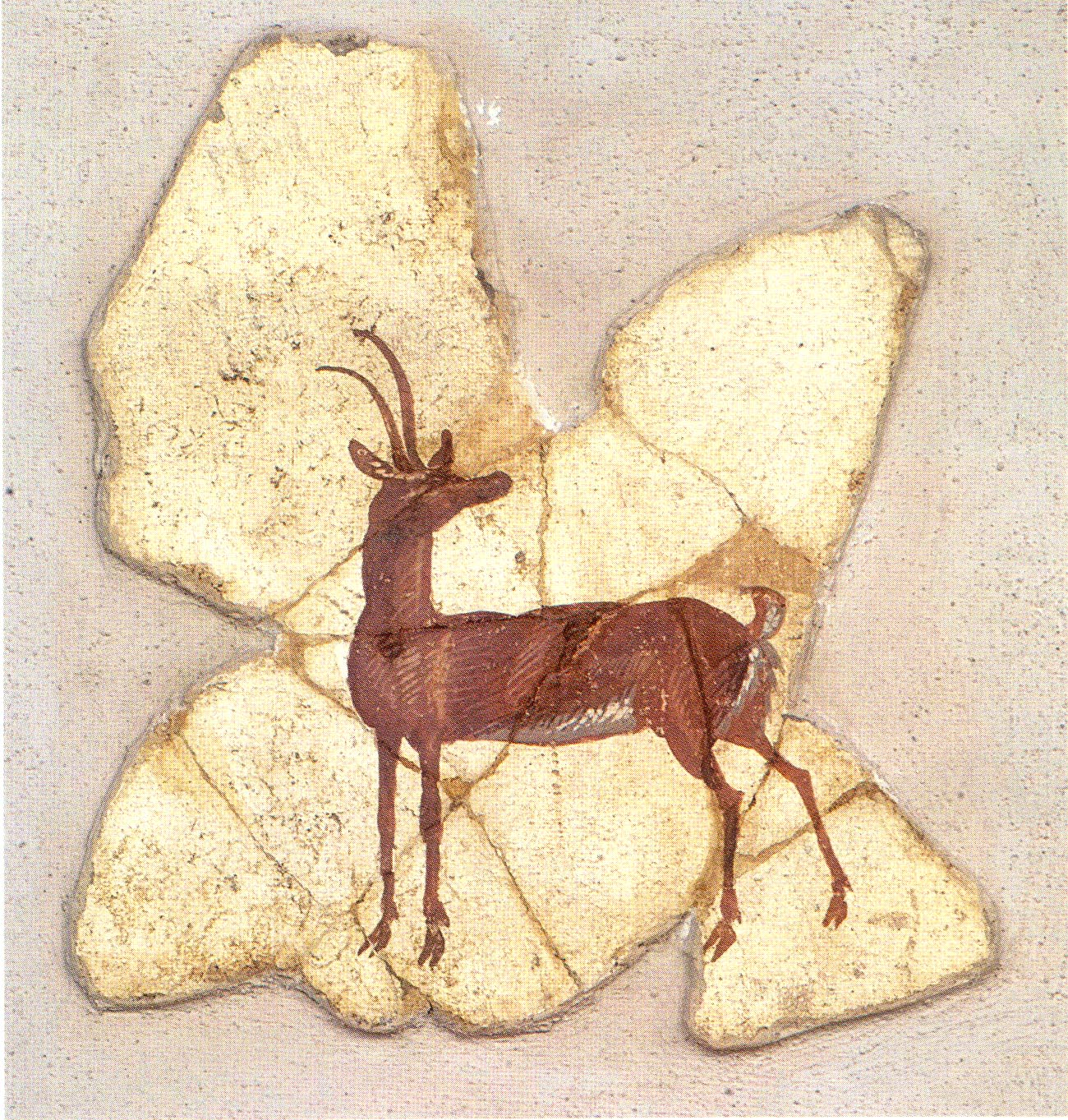
Affresco raffigurante un cervo

Villa Cuomo è una villa rustica rinvenuta in località Casa Salese nella parte alta dell'attuale città di Sant'Antonio Abate, dal quale prende anche il nome: la costruzione si trova in quello che era il limite estremo dell'ager stabianus al confine con Pompei e con Nuceria. La villa è stata scoperta tra la primavera e l'estate del 1974 ed ha fornito agli archeologi importanti notizie sugli usi e costumi dei romani: infatti non essendo mai stata scavata prima d'allora, neanche dai Borbone, ha offerto una grande varietà di oggetti, portati nell'antiquarium di Castellammare di Stabia. La mancata scoperta in epoca borbonica ha però negato alla villa uno studio approfondito e la possibilità di avere un'idea della grandezza del sito tramite mappe redatte in quell'epoca: si pensa che soltanto un'ala della villa sia stata riportata alla luce. Nel 2009 è stato approvato un progetto di restauro e recupero della residenza romana per una spesa complessiva di 40000 €.
Villa Cuomo risale all'epoca augustea-tiberina e probabilmente si articola intorno a una corte a pianta quadrata. L'area rinvenuta riguarda un ampio ambiente vicino al muro perimetrale con una piccola aia protetta da muretti più bassi e tre colonne a base quadrata che fanno parte di un portico, non completamente scavato, il quale rappresenta l'ingresso alla villa, decorato con immagini di animali, piante e maschere. Dal portico si accede a diversi ambienti: una stanza che presenta pareti dipinte con una zoccolatura in nero e la parte superiore in intonaco bianco, una piccola stanza, che ha la caratteristica di avere la volta ricavata da un dolio, ossia un recipiente dove era contenuto il vino, adibita a forno e ampio vano di ingresso nel quale sono presenti dei resti di una scala in legno che conduceva al piano superiore dove si trovavano stanze adibite a dormitorio per gli schiavi, e l'accesso alla corte: in questo ambiente si trova la cucina e cinque colonne in laterizio non intonacato. Oltre a un piccolo ripostiglio, è presente anche un triclinio a pianta rettangolare con pareti sempre a fondo nero. All'esterno della villa si trova la scala che porta al piano superiore e un collettore d'acqua, realizzato in cocciopesto, che aveva anche la funzione di isolare la villa. Di grande interesse anche i resti di una macina e una nicchia adibita a larario.

### Villa Medici
Villa Medici, che porta il nome dalla località nella quale si trova, fu esplorata per la prima volta da Pietro la Vega nel biennio 1781-82: la villa è interrata. La villa ha una pianta rettangolare con al centro un cortile dove si trovano un colonnato di sei colonne affrescate in rosso, un dolio, un pozzo e una vasca con un canale che fungeva da abbeveratoio per gli animali. Dal cortile si aprono una serie di ambienti come la cucina con il forno, una latrina, un'apotheca dove venivano raccolti i frutti, lasciati riposare su un letto di paglia e un torcularium, che dà a sua volta accesso a una grande stanza affrescata con una zoccolatura in giallo a strisce rosse mentre la parte superiore ha delle fasce verdi su un fondo scuro dove compaiono disegni di fiori e foglie: all'interno di quest'ambiente furono rinvenuti diversi reperti come una tazza, un campanello e un'accetta. È inoltre presente una cella vinaria e una stanza per il fattore, entrambe con ingresso autonomo.

### Villa Petrellune

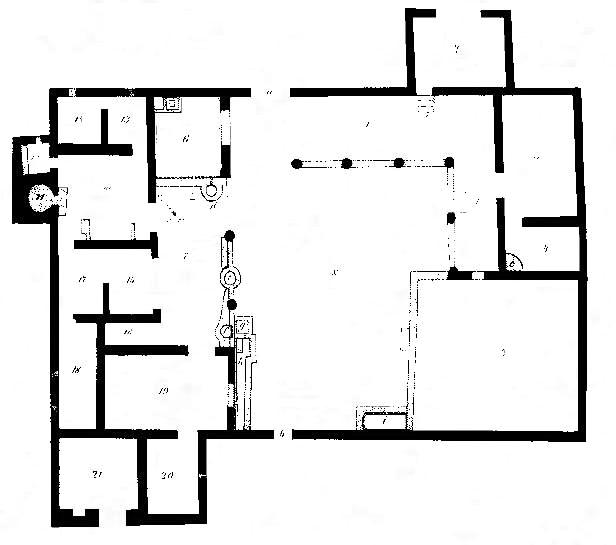
Pianta di Villa Medici

Villa Petrellune è una villa rustica rinvenuta in località Petrellune, dal quale prende anche il nome: la villa fu esplorata in minima parte durante l'epoca borbonica, precisamente nel 1779, da Pietro la Vega. Come già accennato, la villa fu in piccola parte esplorata e poi abbandonata quando, dopo l'asportazione del pavimento, si notò la presenza di lapillo, che fece ritenere la costruzione fosse successiva al 79: in realtà questa ipotesi era sbagliata poiché non teneva conto dell'abituale uso che i costruttori romani facevano, come base per la pavimentazione, del lapillo proveniente da eruzioni precedenti a quella del 79. Furono esplorati diversi ambienti servili come il torcularim, le cellae destinate alla famiglia, l'horreum, il trapetum con un frantoio per le olive ed ambienti patronali come il calidarium con un praefurnium ed una latrina. I mosaici pavimentali e i marmi parietali rinvenuti denotavano il livello di agiatezza dei proprietari, nonostante si trattasse di una villa rustica: questi furono asportati nel 1779 e trasferiti alla reggia di Portici: si trattava di un tessellato bianco con alcuni disegni geometrici in nero. La villa è interrata.

### Ville dell'Ogliaro
Le ville dell'Ogliaro sono una serie di tre edifici ubicati tutti in località Ogliaro, a Gragnano. La prima è stata esplorata nel 1779 da Pietro la Vega, ma i suoi scritti contenenti le descrizioni della costruzione sono andati successivamente perduti, anche se, prima del loro smarrimento, è stata realizzata nel 1850 una mappa della villa. La costruzione dispone di un lungo portico che immette in diversi ambienti, ognuno con funzione diversa: è infatti presente la stanza dedicata alla produzione del vino, un'altra a quella dell'olio, due ergastula per il riposo degli schiavi e addirittura un piccolo quartiere termale. La seconda villa è stata scoperta tre anni dopo, nel 1782, ed è stata esplorata sempre da Pietro la Vega: la costruzione ha un'estensione maggiore rispetto alla precedente e una pianta irregolare. È composta da tre cortili, una zona termale con pareti affrescate e pavimentazione in tessellato e una serie di ambienti pavimentati con ciottoli marini: dalla presenza di una scala si deduce che la dimora era dotata anche di un piano superiore. La terza villa è stata scoperta nel 1957 ed è stata solo parzialmente scavata, riportando alla luce ruderi di mura in opus incertum e un ambiente con un frantoio. Tutte le ville dell'Ogliaro sono interrate.

### Villa del Filosofo
La villa rustica del Filosofo è stata esplorata nel 1778 e deve il suo nome al ritrovamento, in una delle stanze, di un anello adornato con una corniola intagliata raffigurante il busto di un filosofo. L'accesso alla villa avviene da una strada lastricata e si sviluppa tutto intorno a un cortile che presenta un criptoportico fenestrato nella parte nord e dei portici nei lati sud ed est, mentre al centro è presente un'ara in tufo e un pozzo per la raccolta dell'acqua: intorno al cortile si aprono diversi ambienti destinati sia a uso abitativo che rustico. Villa del Filosofo dispone anche di una zona termale pavimentata a mosaico bianco con alcune tessere in nero che riproducono il disegno di un delfino nell'atto di avvolgere un timone, mentre le pareti sono affrescate con dipinti che raffigurano animali e maschere e uno di più pregevole fattura rappresentante Venere: in uno di questi ambienti è stata inoltre ritrovata una stufa decorata con stucchi. Al momento della sua scoperta la villa era rimasta immutata dall'eruzione del Vesuvio del 79, non avendo subito, come capitato per altre, dei saccheggi e ha quindi offerto una cospicua quantità di reperti tra cui il più importante l'anello con la corniola con la raffigurazione del filosofo, di cui Ulrico Pannuti fa una precisa descrizione:
(Ulrico Pannuti)

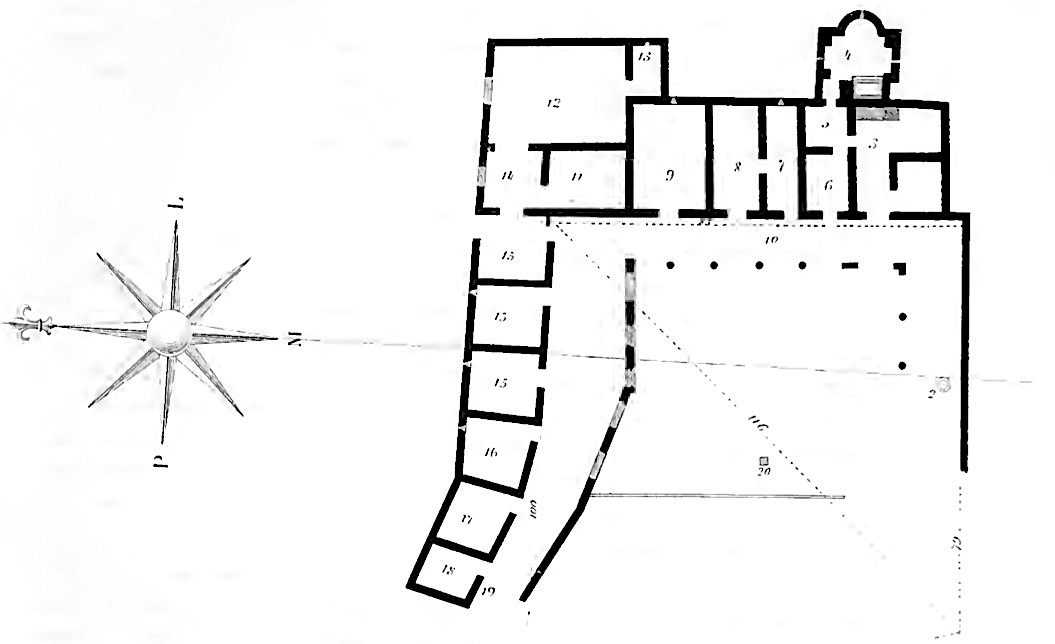
Pianta di Villa del Filosofo

Tra gli altri reperti un ago crinale in avorio con Venere, attrezzi agricoli, oggetti in terracotta, candelabri, vasi in bronzo e lo scheletro di un cavallo. La villa è interrata.

### Villa Casa dei Miri
Villa Casa dei Miri è una villa rustica riportata alla luce nel biennio 1779-80, che prende il nome dalla strada in cui si trova, a pochi metri dalle ville d'otium dell'antica Stabia. La costruzione è divisa in due zone: quella abitativa e quella rustica; la zona abitativa è composta da un vestibolo con tre colonne, nel quale si trova anche la scala che conduce al piano superiore, che divide l'ingresso da un piccolo atrio: da questo si apre l'accesso oltre che a diversi cubicula anche a un grande peristilio, affrescato e pavimentato a mosaico in frantumi di marmo, dove sono presenti venti colonne disposte a colonnato e ad un quartiere termale. La parte rustica comprende una serie di ambienti destinati principalmente alla produzione dell'olio come testimonia il ritrovamento di due torchi oleari con una vasca: è inoltre presente un'aia nella quale è stato rinvenuto un vaso di terracotta, diviso in vari scomparti, utilizzato per ingrassare i ghiri, uno dei cibi prediletti dai romani. La villa è interrata.

### Villa Sassole
La Villa Sassole è una villa rustica esplorata prima nel 1762 e poi tra il 1780 ed il 1781 ed apparteneva con molta probabilità a C. Pomponius Trophimus come dimostrato da un cippo funerario ritrovato a poca distanza dalla casa: gli ambienti termali della villa furono trasformati in stalla dopo che vennero asportati i rivestimenti in marmo dalle pareti e le suspensorae dai pavimenti, nell'horreum sono stati rinvenuti diversi strumenti agricoli ed accanto alla cella vinaria era posto il torcularium; in queste stanze sono inoltre stati ritrovati diversi affreschi, staccati e conservati al museo archeologico nazionale di Napoli, come Dioniso, Sileno e Menade. La villa era dotata anche di un orto, recintato da un muro, che presentava esternamente un sacello, coperto da una volta e dotato di un piccolo altare. La villa è interrata.

### Altre ville

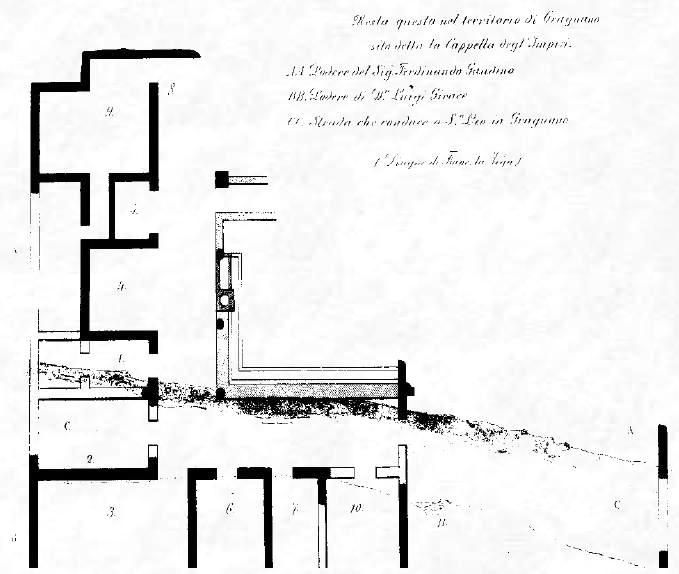
Pianta di Villa Cappella degli Impisi

Oltre alle ville più conosciute, nel corso degli anni, sia durante l'epoca borbonica che durante gli scavi di Libero D'Orsi o ancora per motivi piuttosto casuali, sono riaffiorate diverse villa rustiche sparse per l'intero ager stabianus, in particolare nella zona di Gragnano e Santa Maria la Carità. Queste, dopo la loro scoperta e la loro parziale esplorazione, dopo essere state depredate degli oggetti e affreschi, sono rimaste interrate o andate distrutte. Tra le ville c'è la quella rustica Cappella degli Impisi, scavata nel 1780 e la sua esplorazione è stata dopo poco tempo interrotta in quanto si capì che era stata precedentemente saccheggiata e quindi povera di affreschi, mosaici e suppellettili: tuttavia sono stati ritrovati un'idra, dieci vasi di creta, e due ruote di frantoio. La villa rustica in proprietà Malafronte è una costruzione che risale al II secolo a.C. come testimoniato dal ritrovamento di alcune ceramiche, già abbandonata prima dell'eruzione del 79: si tratta probabilmente di una villa distrutta durante l'invasione di Silla nell'89 a.C., realizzata in blocchi di tufo, nella quale si riconoscono diversi ambienti e una vasca posta nel cortile. La villa rustica in proprietà Iozzino è riaffiorata nel 1963 durante la costruzione di un edificio che ne ha provocato in parte anche la distruzione: la villa risale all'età augustea sono stati ritrovati un calidarium in opus reticulatum e un'intercapedine in tegole mammatae e suspensurae. La villa rustica in via Sepolcri, a Gragnano, è stata scoperta nel 1969 a seguito di lavori per la costruzione di alcuni serbatoi idrici: della villa sono state esplorate circa dieci stanze alcune delle quali destinate ad abitazione, altre a magazzino, come testimoniano la presenza di un torcularium e di una cella vinaria.
Durante la costruzione della strada statale 145, nel 1984, è stata riportata alla luce una villa rustica risalente all'età augustea e ampliata durante l'età tardo repubblicana. La parte scavata mostra un cortile sul quale si affacciano un triclinium, un oecus e altri ambienti tutti affrescati in III stile pompeiano, oltre a diversi ambienti di servizio, uno dei quali dotati anche di un forno. Tra i reperti più significativi una casseruola in argento e diversi affreschi del triclinio rappresentanti paesaggi mitologici come la caccia al cinghiale e Diana e Atteone: quest'ultimo risale al 35-45 e raffigura Diana nuda intenta a immergersi nelle acque di un ruscello e Atteone che la spia dall'alto. Nel 1985 sono state fatte importanti scoperte archeologiche come un muro perimetrale, in opus incertum, di una villa e il perimetro di un'altra in via Pantano dalla superficie di circa seicento metri quadrati: il muro perimetrale è in opus incertum in calcare e tufo e all'interno sono stati individuati undici ambienti ancora non scavati. Altre due ville rustiche sono state ritrovate in località Incoronata a una distanza di circa duecentocinquanta metri l'una dall'altra sempre nello stesso anno: la prima ha una superficie di circa seicento metri quadrati ed è composta da dodici ambienti di cui rimangono solamente le fondamenta. L'altra villa invece risale all'epoca augustea e il muro perimetrale ha anche la funzione di muro di contenimento di una scarpata. Nel 1987 sono state ritrovate, alla profondità di circa tre metri, presso via Quarantola a Gragnano, diverse mura in tufo, realizzate in opus reticolatum appartenenti a una villa: non è stato possibile scavare gli ambienti interni ma si è dedotto che la costruzione aveva un'altezza di due metri e mezzo.

## Templi

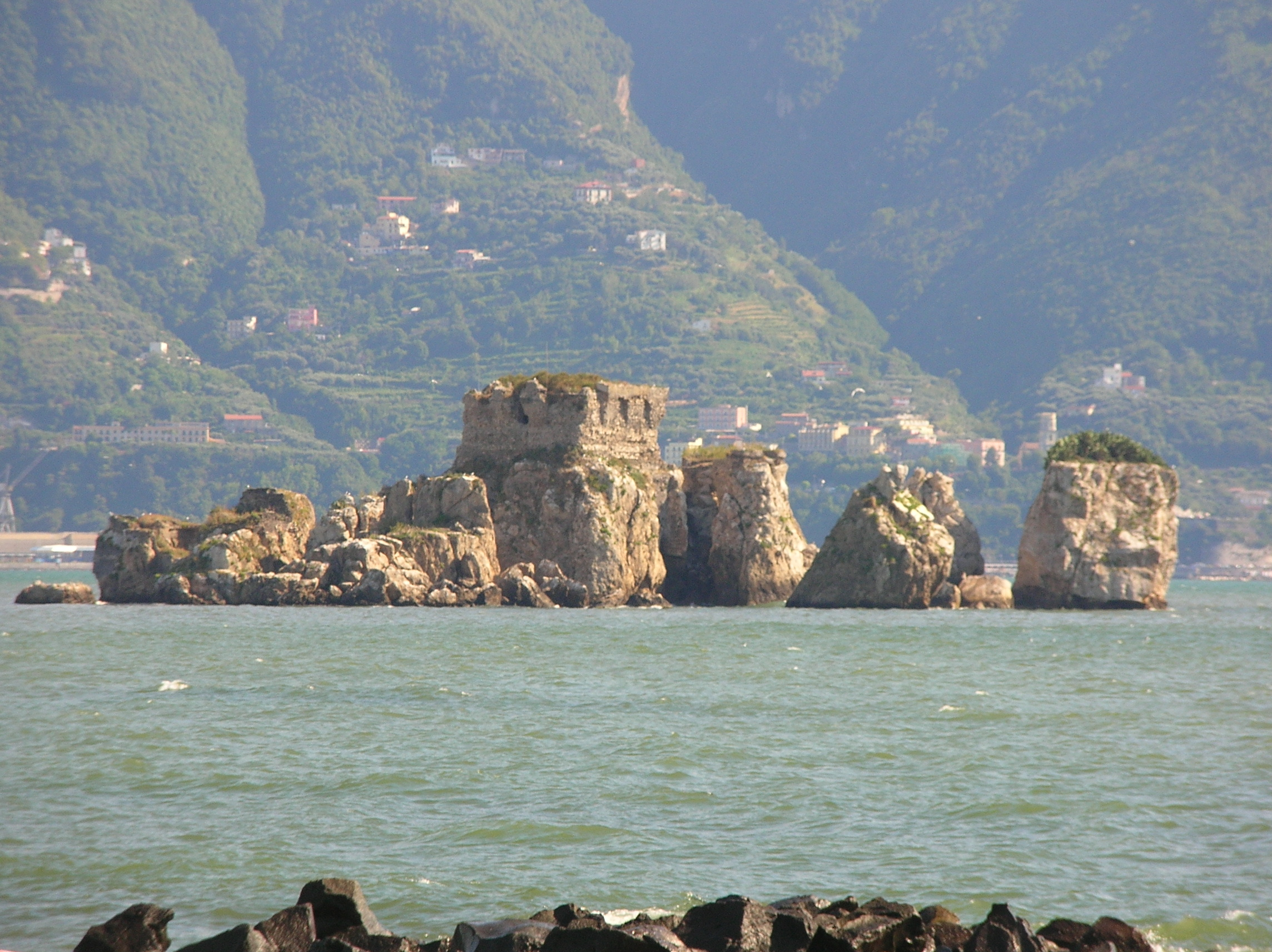
Lo scoglio di Rovigliano

La quasi totale assenza di templi nella zona di Stabia fa pensare che molto probabilmente questi furono rasi al suolo durante l'occupazione di Silla: tuttavia alcuni resti accertano la presenza di diverse strutture sacre come un tempio dedicato a Ercole, uno a Diana, uno ad Atena, uno a Cibele e quello più importante del Genius Stabianum.
Il tempio di Ercole era ubicato sulla Petra Herculis, conosciuto con il nome di scoglio di Rovigliano, ossia un isolotto calcareo posto a circa duecento metri dalla costa, a pochissima distanza dalla foce del fiume Sarno, nella zona chiamata Rovigliano: la leggenda vuole che Ercole, di ritorno dalle sue fatiche, staccò un pezzo di roccia dal monte Faito e lo scagliò in mare formando così l'isola. Il nome di Rovigliano invece deriva, secondo gli archeologi, o dal cognome di un'antica famiglia romana, la gens Rubilia oppure dal console Rubelio, proprietario dello scoglio, o ancora dal termine latino robilia, ossia delle piante leguminose, simile alle cicerchie, che crescevano abbondanti nella zona dell'ager. Del tempio di Ercole rimangono pochissime tracce, come un pezzo residuo di muro in opus reticulatum e il ritrovamento, durante lo scavo delle fondamenta di una torre, di una statua in bronzo raffigurante Ercole, andata perduta. Altra testimonianza che nell'antichità l'isola fosse dedicata a Ercole sono alcune righe scritte da Plinio il Vecchio:
(Plinio il Vecchio, Naturalis historia, XXXII libro)
L'isolotto nel corso dei secoli è stato poi utilizzato per i più svariati motivi: nel VI secolo fu fatta costruire un'abitazione privata, nel XII secolo divenne prima un monastero poi una chiesa e infine nel XVI secolo fu costruita una torre, ancora visibile, a difesa delle incursioni saracene. Nel 1931 vi fu perfino aperto anche un ristorante, che ebbe però ben poca fortuna: lo scoglio di Rovigliano versa in condizioni di degrado.
Il tempio di Diana era ubicato nella frazione di Pozzano, all'estremità sud dell'ager stabianus, sulla collina dove sorge la basilica della Madonna di Pozzano. Fu infatti durante uno scavo presso il giardino della chiesa, nel 1585, che riaffiorarono alcuni resti di un tempio pagano, tra cui un'ara che presentava particolari raffigurazioni come teste di cervo, fiori e frutti: proprio da questo ritrovamento gli archeologi hanno attribuito il tempio al culto di Diana. In seguito sull'ara fu montata una colonna con una croce sulla sommità e il tutto fu collocato a breve distanza dalla basilica di Pozzano, nei pressi di un belvedere: per preservarne l'importanza storica l'ara è stata sostituita con una copia mentre l'originale è ora custodito all'interno di Villa San Marco.

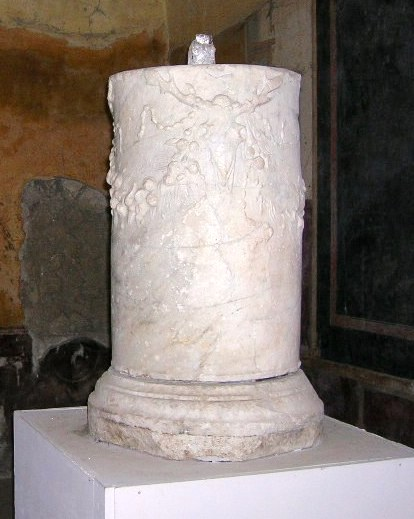
Colonna del Tempio di Diana

Il tempio di Atena, conosciuto anche come santuario extraurbano, è stato riportato alla luce nel 1984, in località Privati, sulle sponde del Rivo Calcarella, nella zona collinare di Castellammare di Stabia, per una superficie di circa duecento metri quadrati. Il tempio risale al periodo sannita, costruito probabilmente intorno al IV secolo a.C. ed ha conservato una grande quantità di manufatti. Non si è ancora accertato a chi fosse dedicato il culto: tra le varie ipotesi c'è quella più accreditata di Atena per il ritrovamento di una statuetta raffigurante la dea, molto simile a un'altra ritrovata nel tempio nei pressi di Punta Campanella proprio dedicato alla dea della saggezza; secondo altri invece era dedicato al culto della sfera della fecondità o ancora ad Afrodite o Artemide. Tra i reperti più importanti rinvenuti in questo tempio è una lastra con la testa di Ercole, d'ispirazione ellenistica, realizzata tra il IV e il III secolo a.C. e dalle dimensioni di trentatré centimetri di lunghezza e trentadue di larghezza: nell'antica Stabia il culto di Ercole era molto sentito poiché secondo la leggenda era il fondatore della città.
Il tempio di Cibele è stato scoperto nel 1863, in località Trivione, a Gragnano, a seguito dei lavori di ampliamento di una strada: si tratta di colonne in piombo, disposte circolarmente, al centro del quale è posto un ceppo sepolcrale. Secondo la ricostruzione degli archeologi il tempio si trovava in una radura, protetto da boschi, e il culto era appunto dedicato a Cibele, per i romani Rea: intorno all'edificio sacro danzavano i coribanti e spesso si svolgevano riti orgiastici, culto importato dall'antica Grecia.
Il tempio del Genius Stabianum è stato riportato alla luce nel 1762 e dopo la sua esplorazione nuovamente interrato: nonostante si disponga di diverse mappe, non è stata ancora chiarita la sua posizione, anche se si suppone che si trovi tra la collina di Varano e Santa Maria la Carità. Il tempio era probabilmente un santuario confederale nocerino e dalle piante redatte in epoca borbonica si deduce che è formato da un monoptero a quattordici colonne e un edificio a quattro colonne che ospita due triclini e una mensa circolare. Dal ritrovamento di una targa si è inoltre venuti a conoscenza che il tempio è stato restaurato dopo il terremoto del 62 e i lavori eseguiti da Caesius Daphnus.

## Necropoli
Nella zona dell'ager stabiaus sono state individuate ed esplorate diverse necropoli, in particolar modo queste sorgevano lungo le strade che collegavano Stabia con Pompei, Nocera e Sorrento: le più importanti sono localizzate presso Madonna delle Grazie, Gragnano e nella zona collinare e antica di Castellammare di Stabia, precisamente nei pressi del castello e della cattedrale. Queste necropoli sono caratterizzate da un alto numero di tombe di bambini a testimonianza dell'alta mortalità infantile.

### Necropoli Santa Maria delle Grazie

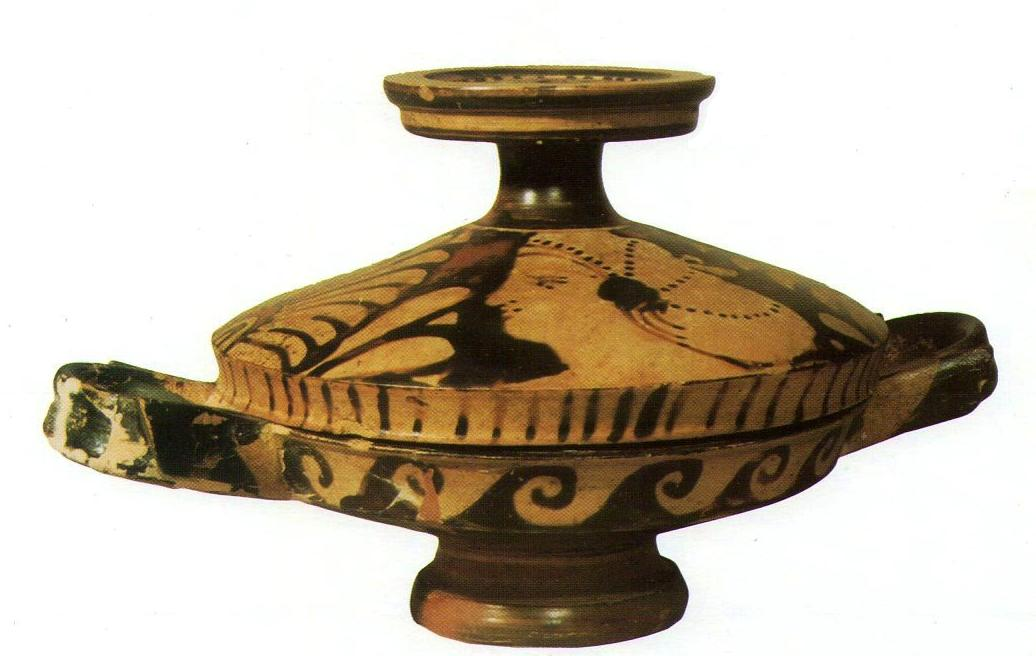
Lekane a figure rosse

La necropoli più importante e più ampia dell'ager stabianus è quella di Santa Maria delle Grazie, individuata nel gennaio 1957 durante dei lavori per la costruzione di un distributore di benzina, lungo la strada che collega Castellammare di Stabia a Sant'Antonio Abate, in prossimità dell'abitato di Madonna delle Grazie: è stata esplorata per la prima volta da Libero D'Orsi; anticamente la necropoli si trovava lungo l'asse viario che collegava Stabia con Nocera.
Durante lo scavo sono state riportate alla luce circa trecento tombe risalenti al periodo che va dal VII al III secolo a.C.: di queste, centoventuno sono del periodo arcaico, ossia comprese tra il VII e VI secolo a.C., e circa cinquanta del periodo sannitico (V - III secolo a.C.). Le tombe arcaiche sono tutte a inumazione con scheletro supino posto in una fossa o cassa di tufo, quelle sannitiche sono a cassa di tegole con copertura a cappuccina o di lastra di tufo. In tutte le tombe sono stati ritrovati una grossa quantità di corredi, che variavano a seconda delle dominazioni che interessavano l'ager: si notano oggetti appartenenti a tradizioni degli etruschi, dei greci, sanniti e romani. Nelle tombe più antiche il corredo funerario è posto ai piedi del defunto, si trattava prevalentemente di lekythos, skyphos e kylix dipinte in nero a cui si accompagnavano delle olpette dipinte a vernice. Inoltre per distinguere il sesso dei defunti nelle tombe degli uomini venivano messe delle armi, mentre in quelle delle donne oggetti ornamentali dei costumi femminili, come fibule, grani vitrei di collane, qualche anello e i fusi. Le tombe risalenti al IV secolo a.C. sono disposte intorno a quelle più antiche e nei corredi funerari al posto delle kylix si trovano skyphos e olpette a vernice nera. Infine, nelle sepolture del III secolo a.C. sono presenti quasi esclusivamente unguentari, indice di un chiaro impoverimento del territorio: infatti lo sviluppo di Pompei e la nascita di altri centri lungo la penisola sorrentina portò a un lento spopolamento della zona dell'ager stabianus. La necropoli non è visitabile.

### Area Christianorume necropoli al Castello

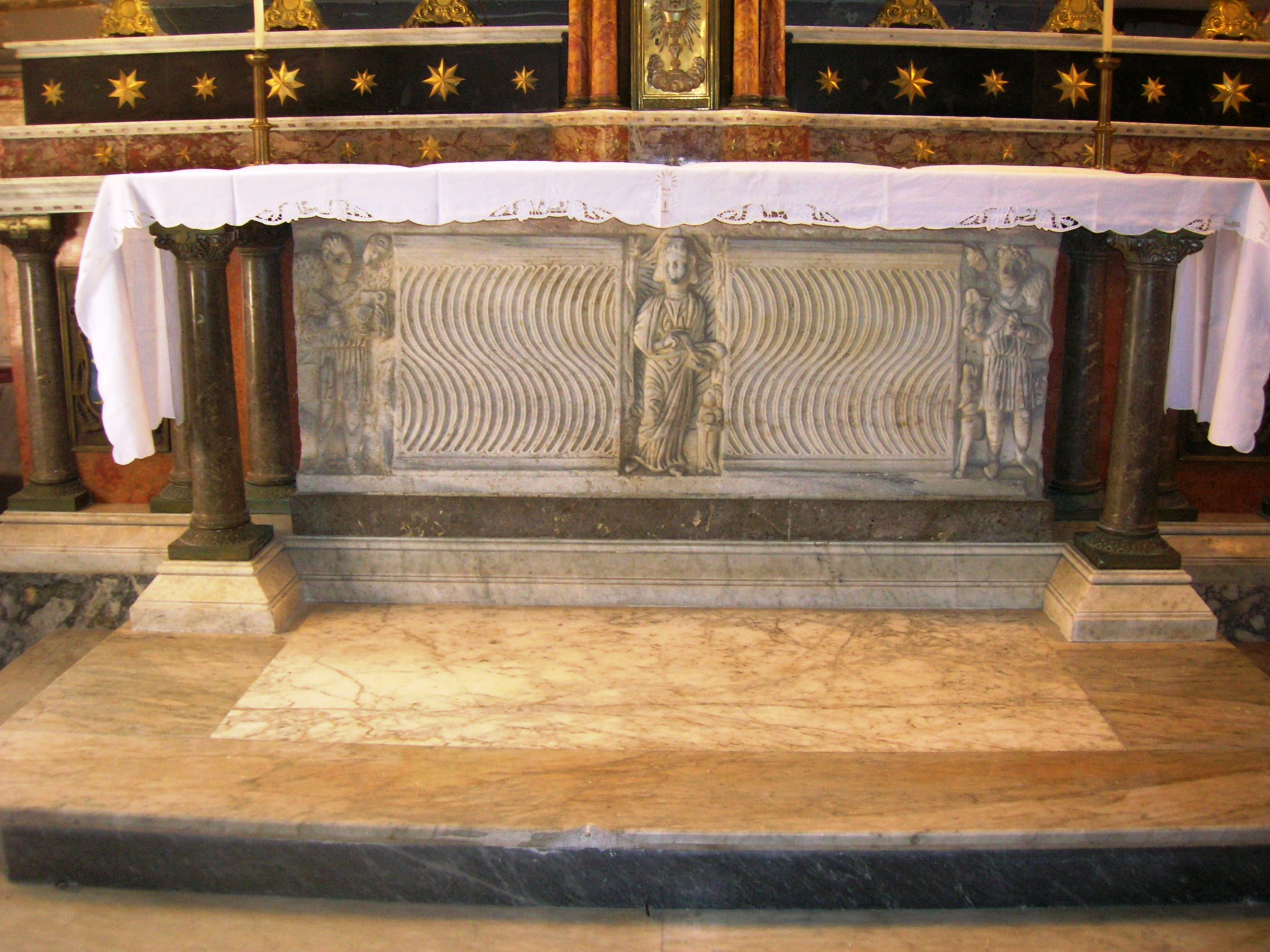
Sarcofago nella cappella di San Catello

Durante lo scavo delle fondamenta per la costruzione della cappella di San Catello, all'interno della concattedrale di Santissima Maria Assunta e San Catello di Castellammare di Stabia, tra il 1876 e il 1879, è stata ritrovata una necropoli paleocristiana, chiamata poi area Christianorum, tra le più importanti dell'ager: questo testimonia che l'area stabiana fu nuovamente abitata poco dopo l'eruzione del Vesuvio, forse già a partire dalla fine del I secolo, quando Nocera per avere uno sbocco sul mare, riorganizzò il suo porto nei pressi della costa stabiana ed è per questo motivo che la religione cristiana, che nei primi periodi si diffondeva soprattutto attraverso le vie del mare, dovette giungere abbastanza presto. Costruita lungo la strada che collega Stabia a Nocera, la necropoli fu utilizzata originariamente come cimitero pagano e aveva una forma ad alveare, cioè era costituita da formae, tombe sovrapposte fatte in muratura e coperte di tegole: gli scavi non sono ancora completati e sono stati riportati alla luce soltanto due ampi vani collegati da uno stretto corridoio. La maggior parte dei reperti scoperti nell'area Christianorum sono conservati al museo diocesano sorrentino-stabiese, dopo molti anni di abbandono all'interno dell'antiquarium stabiano; tra i reperti più significativi il sarcofago di Gaio Longinio, risalente al 250 e rinvenuto il 4 agosto 1879: si tratta di un sarcofago marmoreo raffigurante le nove Muse, Apollo e Minerva, mentre il coperchio, di fattura diversa, è decorato da due coppie di delfini e riporta la scritta tradotta dal latino:
Altro reperto di fondamentale importanza è il cosiddetto Abbraccio: si tratta di un fermaglio di un libro, forse un messale, a forma di placchetta, in osso, che raffigura l'abbraccio tra san Pietro e san Paolo, dove i due apostoli vanno incontro l'uno verso l'altro con le braccia tese.
Nel 1932 un'area sepolcrale è stata individuata presso il castello di Castellammare di Stabia, durante la costruzione della strada Panoramica che scende verso Pozzano: secondo gli archeologi si tratta di una necropoli risalente al IV secolo a.C. e il gruppo di tombe ritrovato era a cassa, a tegola, a lastre di tufo, mentre una sola era costituita da un unico blocco di tufo. Sempre nella stessa zona, a seguito di lavori per la costruzione della rete idrica è stata riportata alla luce una tomba integra contenente uno skyphos e un'anforetta. Molti anni prima inoltre, nel 1759, a Scanzano, non lontano da questa necropoli, durante uno scavo per l'estrazione di pozzolana, fu rinvenuta una tomba a cassa appartenente a una donna: la tomba faceva forse parte di un'area cimiteriale più grande risalente all'epoca sannitica. Purtroppo il corredo funerario è andato perduto ma da alcuni scritti dell'epoca si è venuti a conoscenza che al suo interno erano presenti tre piccole anfore: sulla prima era raffigurata una donna seduta sugli scalini di un monumento funebre, sulla seconda una Nike seduta su una roccia e sulla terza il profilo di una testa femminile.

### Grotta di San Biagio
Otium Ludens - Cuore dell'Impero Romano, è il titolo di una mostra itinerante che presenta al pubblico circa centosettanta reperti, alcuni dei quali proposti per la prima volta, provenienti dalle ville dall'antica Stabia: precisamente si tratta di novantacinque affreschi, cinque stucchi, venti bronzi, oggetti vari in vetro, marmo, terracotta e ferro e due oggetti in osso oltre a un video che mostra la ricostruzione virtuale di Villa San Marco e dell'eruzione del Vesuvio del 79 e un paesaggio sonoro che riproduce suoni di strumenti antichi. La mostra nasce nel 2008 tra la cooperazione della Regione Campania, la Soprintendenza Archeologica di Pompei e la fondazione RAS con lo scopo di far conoscere la poco nota realtà delle ville stabiane ed è stata curata da Giovanni Guzzo, Giovanna Bonifacio e Annamaria Sodo: la prima tappa è stata al Museo Hermitage di San Pietroburgo dove la mostra è stata visitata da oltre cinquecentomila persone ed è stata considerata dal Times una tra le migliori dieci proposte culturali del 2008. Le tappe successive sono state al Hong Kong Museum of Art di Hong Kong e al complesso di San Nicolò a Ravenna per proseguire verso Canada, Stati Uniti d'America e Australia.
L'ipogeo di Giasone e Mauro, meglio conosciuto come Grotta di San Biagio, è un cimitero benedettino, già presente in epoca romana per altre funzioni e poi trasformato in sepolcreto a partire dal IV secolo. Sono due le ipotesi principali sull'origine della grotta: poteva trattarsi di una cavità naturale che i romani hanno utilizzato come cava di tufo per la costruzione delle ville, oppure come strada di collegamento sotterranea tra la spiaggia, che all'epoca si trovava a pochi metri, e la sovrastante Villa Arianna. Dopo l'eruzione del Vesuvio si pensa che nei pressi della grotta passasse la strada che univa il porto di Stabia con Nuceria e che tutta la zona fosse interessata dalla presenza di tombe: non è da escludere che anche la grotta sia stata usata per un breve periodo come tempio pagano e poi come area sepolcrale paleocristiana. Notizie certe, anche grazie ai ritrovamenti archeologici, si hanno a partire dal IV secolo quando i benedettini fondarono al suo interno una basilica dedicata ai santi Giasone e Mauro, con una maggiore predisposizione al culto di san Michele arcangelo. Dopo l'abbandono da parte dei Benedettini il sito fu gestito dai carminatores, una congrega che riuniva i tessitori di lana e che introdussero il culto di san Biagio; secondo un'altra ipotesi durante l'epoca medioevale il nome del poco conosciuto San Giasone mutò, nel linguaggio popolare, in Santo Giase o Biase e da lì sarebbe divenuto in seguito san Biagio. Nel 1695 l'accesso alla grotta fu interdetto dal vescovo Annibale di Pietropaolo, poiché questa era diventata rifugio di ladruncoli e il culto di san Biagio fu spostato nella cattedrale.
La grotta di San Biagio, nella sua parte esplorata, si estende per ventisette metri di lunghezza e circa tre metri di larghezza ed è suddivisa in tre parti: l'atrio, la navata con quattro nicchie su ogni lato e l'abside. Le pareti sono decorate con diversi strati di affreschi: in realtà sul lato sinistro sono presenti affreschi molto grandi lungo tutta la parete mentre su quello destro soltanto tre; la datazione delle decorazioni spazia dal IV-V secolo per le più antiche al X-XI secolo per quelle più recenti. Tra gli affreschi più importanti la Madonna in Trono, di autore ignoto, è stata dipinta tra il l'VIII e il X secolo, è di fattura bizantina e si tratta della più antica rappresentazione mariana nel territorio della diocesi sorrentino-stabiese: rappresenta una Madonna dall'aspetto rigido che porta tra le braccia Gesù nell'atto di benedire; l'arcangelo Michele, risalente al XII-XIII secolo, è raffigurato quasi a grandezza naturale, vestito da una tunica come un guerriero longobardo e regge tra le mani un globo e una lancia stilizzata; san Renato, risalente all'XI secolo, raffigura il primo vescovo di Sorrento: ha testa calva, fronte alta ed è vestito con pallio vescovile e regge in mano il libro delle sacre scritture; un Cristo accompagnato dagli arcangeli Michele e Raffaele; san Giovanni e santa Brigida; i santi Pietro e Giovanni. La Grotta di San Biagio non è visitabile anche perché sono in corso dei lavori di restauro che dovrebbero riportare all'apertura al pubblico dell'ipogeo.

### Necropoli minori
Necropoli minori, sparse per l'ager stabianus, ne sono state ritrovate in gran numero nel corso degli anni. Poco distante dalla necropoli di Santa Maria delle Grazie, nel 1985 è stata ritrovata una necropoli con otto tombe arcaiche tutte risalenti al VII secolo a.C., di cui sette sepolture infantili in casse monolitiche in tufo, e una di adulto in una fossa: all'interno delle tombe erano posti degli oggetti personali, mentre all'esterno dei vasi. Nel 1984 una necropoli è stata scoperta in via Staglia a Gragnano ed è costituita da sei tombe a cassa di tegola con copertura a cappuccina: purtroppo al momento del ritrovamento era già stata depredata di tutti i corredi, eccetto qualche piccolo oggetto in pittura nera; altra necropoli era in via Carmiano: le tombe risalivano al VII-VI secolo a.C. ma sono andate distrutte a seguito dell'edificazione di un palazzo.
Si ha notizia di ritrovamenti nei pressi del torrente Vernotico: furono rinvenute delle tombe con corredi funerari andate poi distrutte per far posto a delle abitazioni. Nella stessa zona, durante la costruzione di un ponte ferroviario verso la stazione di Gragnano, vennero alla luce altre cinque tombe in pietra tufacea, con all'interno resti umani, oggetti in metallo, vasi e vetri colorati: il materiale tufaceo delle tombe fu riutilizzato nei basamenti del ponte mentre dei corredi funerari non si è più rimasta alcuna traccia, così come indicato da alcuni documenti del 1888.